# Biserica de lemn din Rugi

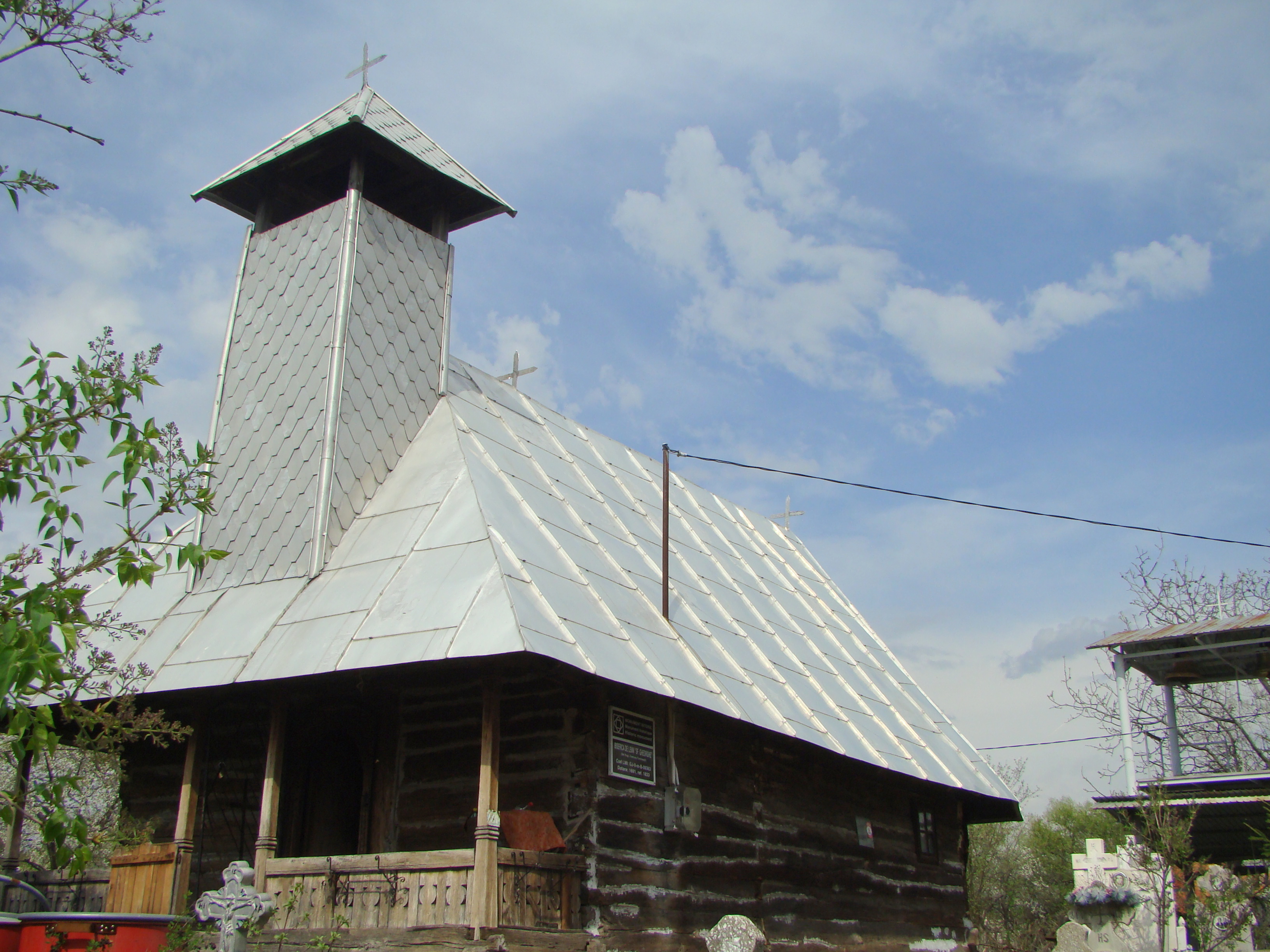
Biserica de lemn „Sfântul Gheorghe” din Rugi, comuna Turcinești, județul Gorj, foto: aprilie 2018.

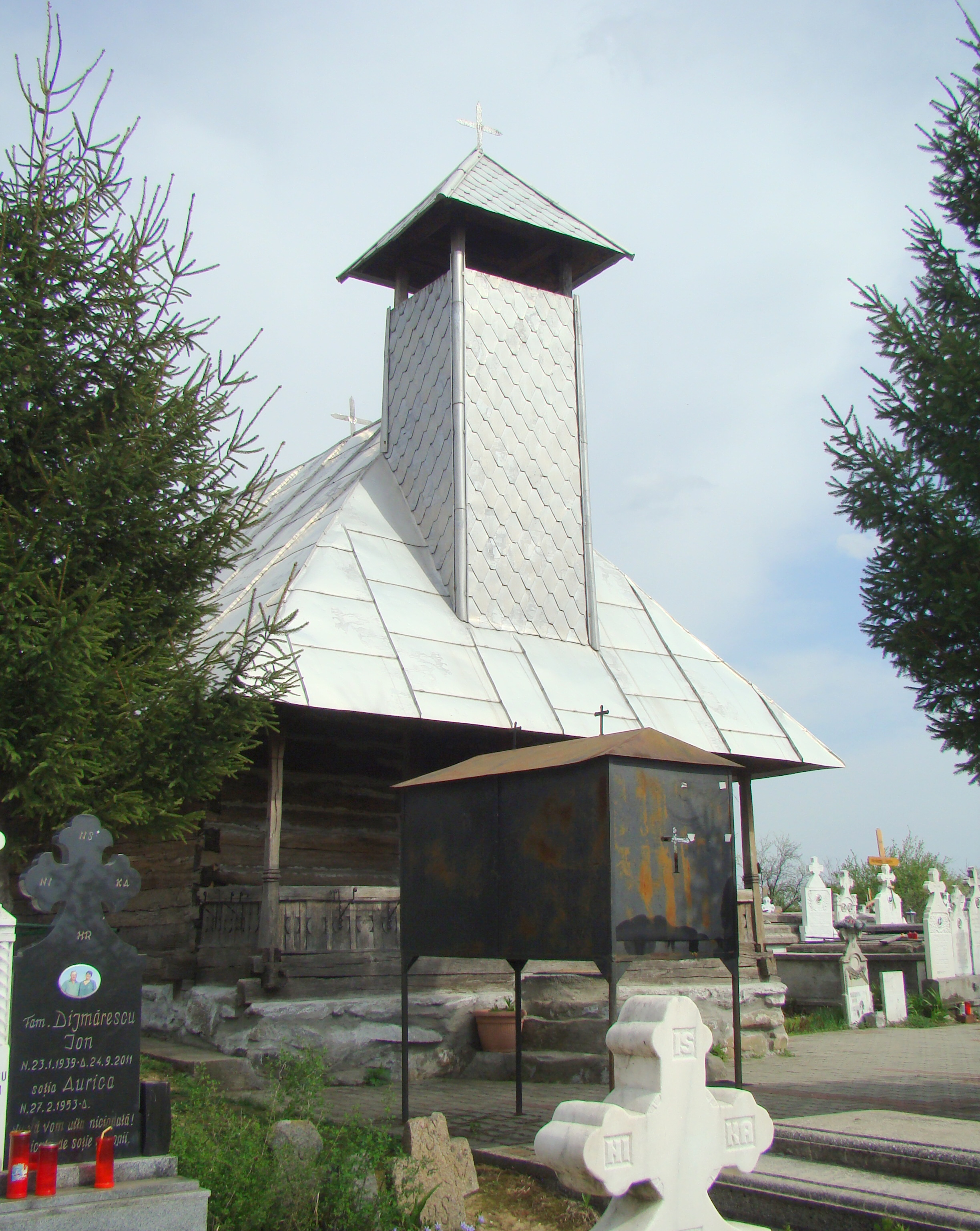
Biserica (nord-vest)

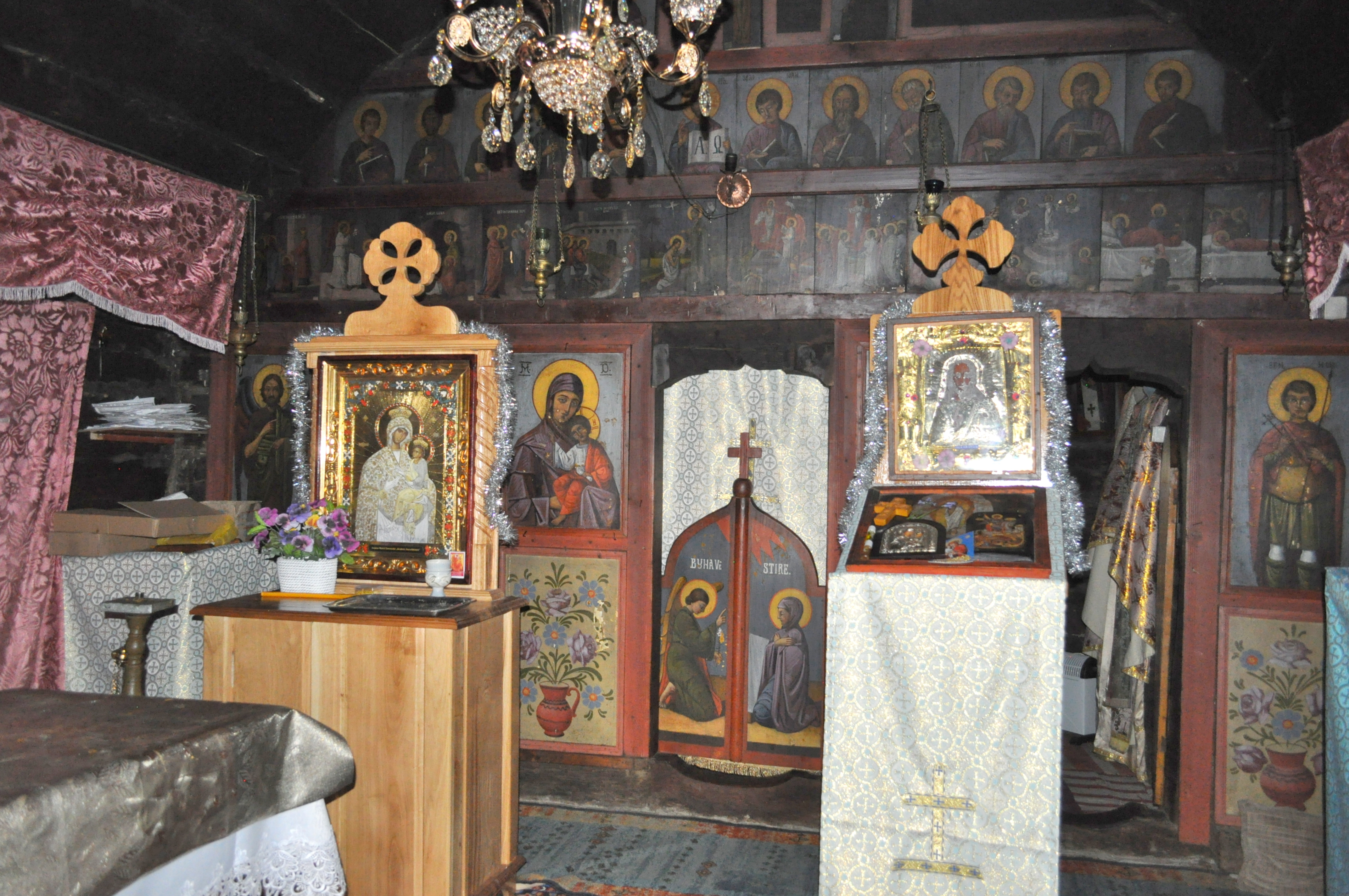
Nava spre iconostas

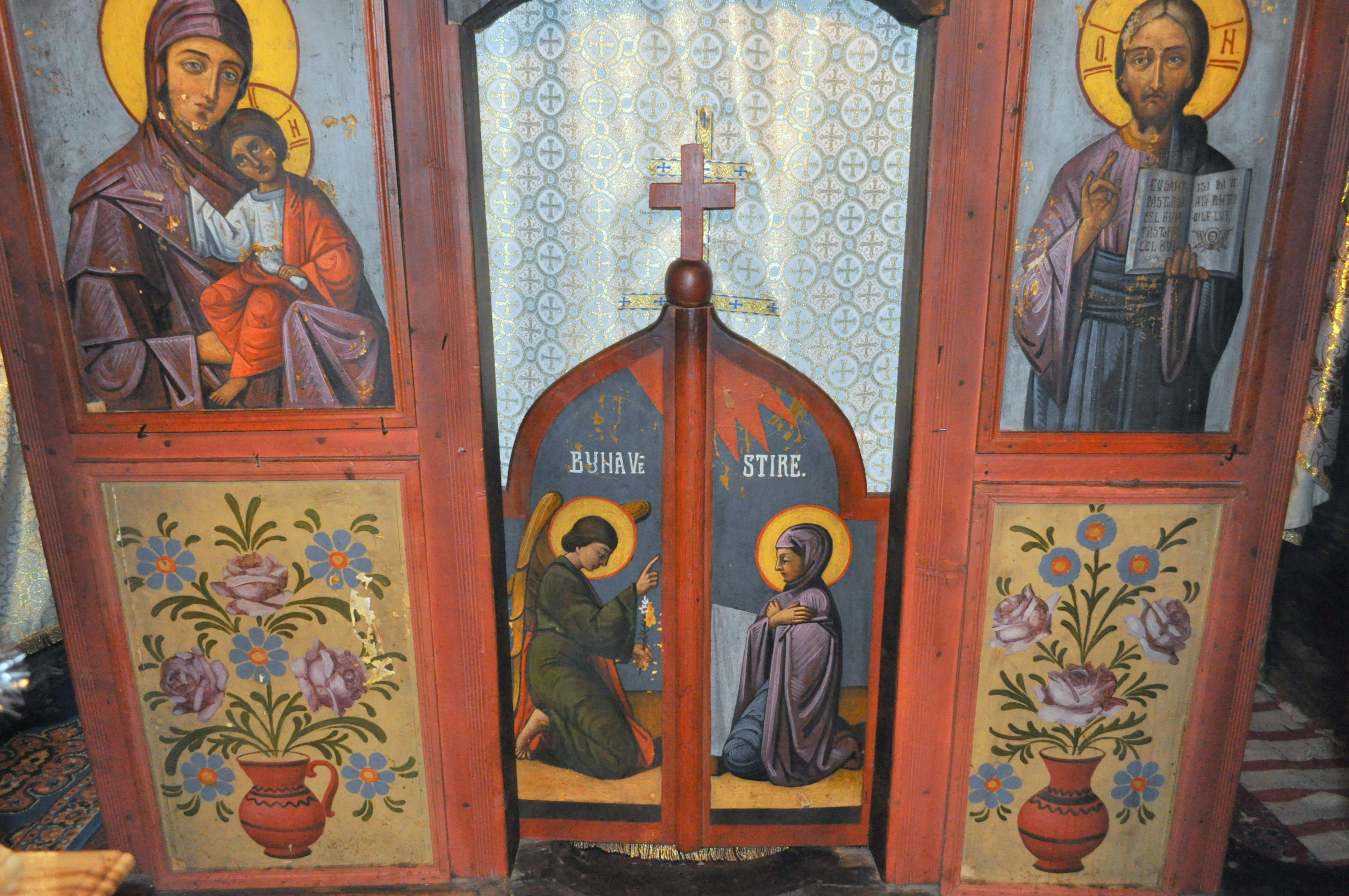
Uşile şi icoanele împărăteşti

Biserica de lemn din Rugi, comuna Turcinești, județul Gorj, a fost construită în anul 1691. Are hramul „Sfântul Mare Mucenic Gheorghe”. Biserica se află pe noua listă a monumentelor istorice sub codul LMI:  GJ-II-m-B-09363.

## Istoric și trăsături
Biserica, cu hramul Sfântul Gheorghe, din partea de nord, de deal, a satului, a fost construită în anul 1691, ctitori fiind Vasile Hortopan, Ion Vlad și Ion Romanescu, fiecare reprezentând un întreg neam. Vârsta bisericii, „leat 7200”, este săpată în dreapta intrării, alte inscripții, mai ample, au dispărut între timp.
Biserica are formă de navă, cu un turn-clopotniță deasupra prispei și absida altarului decroșată, poligonală, cu cinci laturi. Pantele acoperișului sunt învelite în tablă, în timp ce elevația interioară cuprinde o boltă semicilindrică peste navă, boltă în leagăn pe traveea de vest a altarului, ce se intersectează, prin îmbinări crestate, cu cele trei fâșii curbe dinspre est.
Prispa de pe latura de vest a fost adăugată în secolul XIX; are fruntarele în acoladă, stâlpi cu brățări la capitel și bază, și o clopotniță scundă, cu foișor.
Lucrări majore de renovare au avut loc în anii 1821, 1939 (refăcute temelia, acoperișul, pictura, după care biserica a fost resfințită, la data de 1 noiembrie) și 1968, când a fost refăcut acoperișul, atunci de șindrilă, de enoriașii satului. Unul dintre momentele renovării este consemnat pe panourile mobile de la proscomidie: „pomelnicu fericiților ctitori la biserica veche a satului Rugi, leat 1833 mai 21, Ion, Dragotă, Stanca, Safta, Nicolae, Sanda, Ioan, Vasile, Paraschiva ...”.
Tâmpla veche a bisericii de lemn din Rugi a dispărut în timpul reparațiilor din 1939, când a fost executată o altă tâmplă de pictorul Bazaban. Icoane mai vechi sunt cele din pronaos, realizate de Gheorghe zugravul, prezent la Rugi cu prilejul preînnoirilor de la 1833.
În Rugi a mai existat o biserică de lemn, în partea de sud a satului, cu hramul „Înălțarea Domnului”. Încă mai exista în anul 1909, dar a dispărut curând după aceea, locul fiindu-i luat de o biserică de zid, în anul 1912, care a păstrat hramul bisericii anterioare.
Ușile împărătești ale bisericii dispărute, dar și icoane provenite de la ambele lăcașuri de lemn din Rugi, se păstrează în inventarul colecției muzeale de la Mănăstirea Polovragi.

## Imagini din exterior

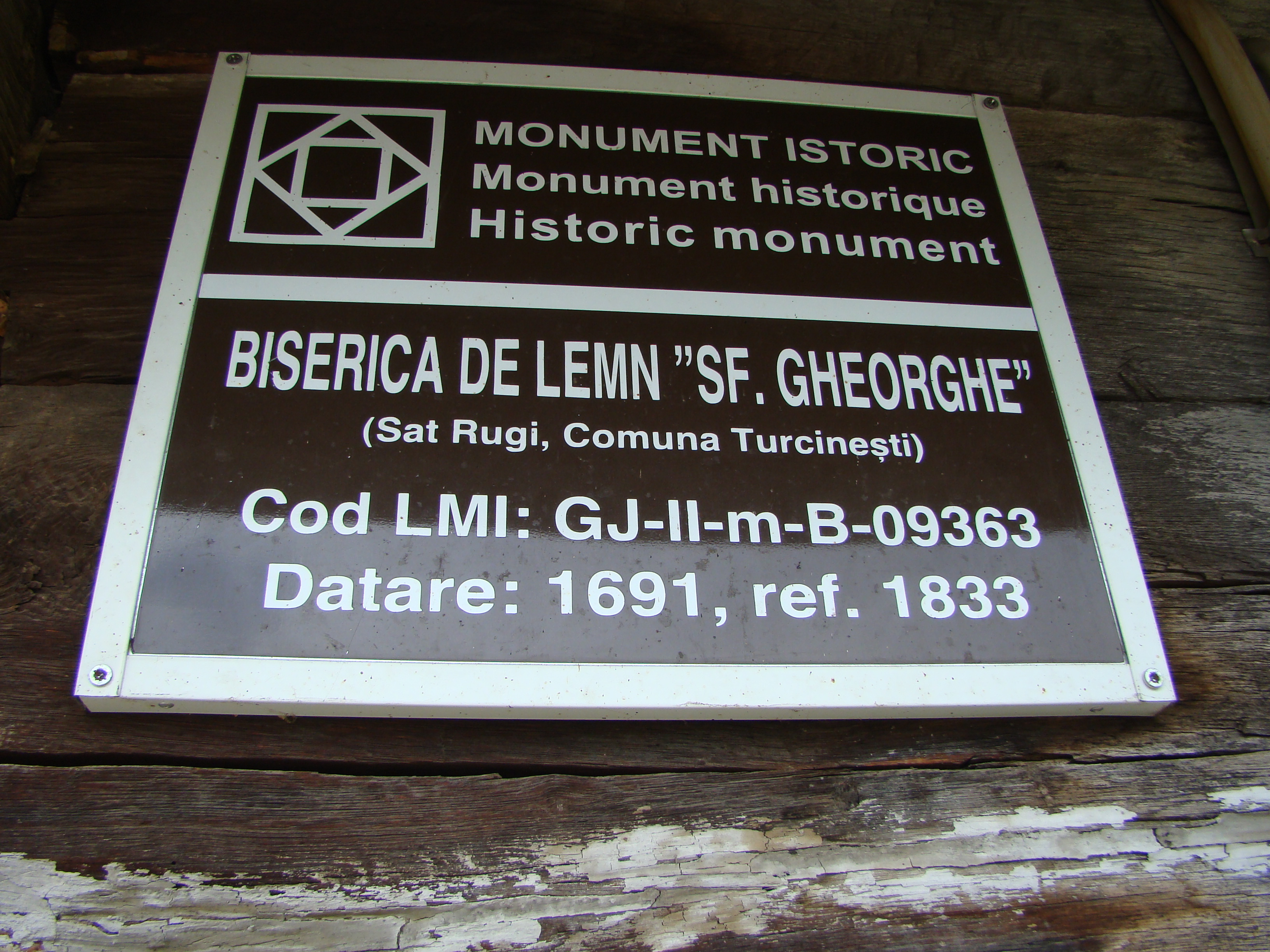
Tablă de monument
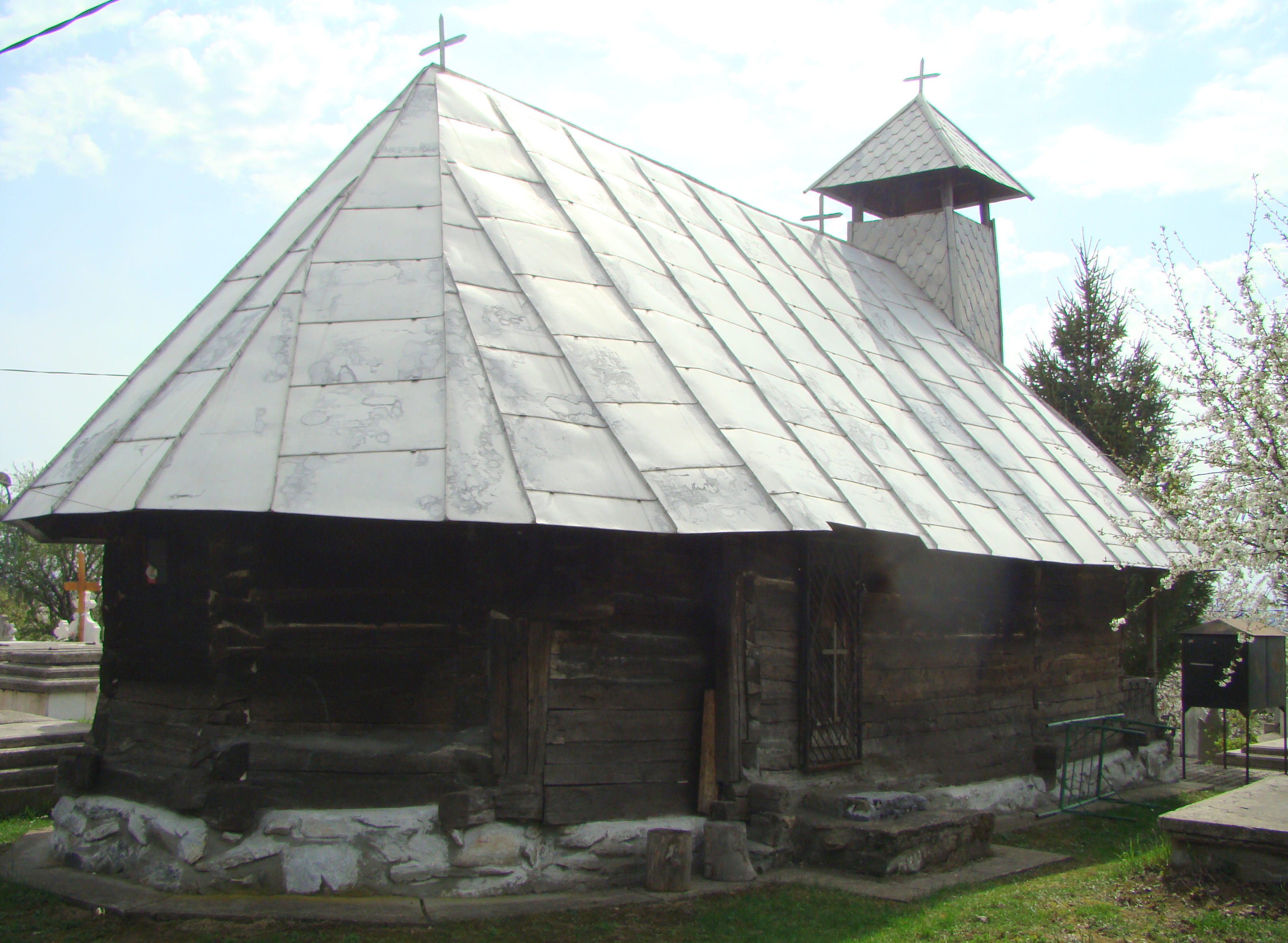
Biserica (nord-est)
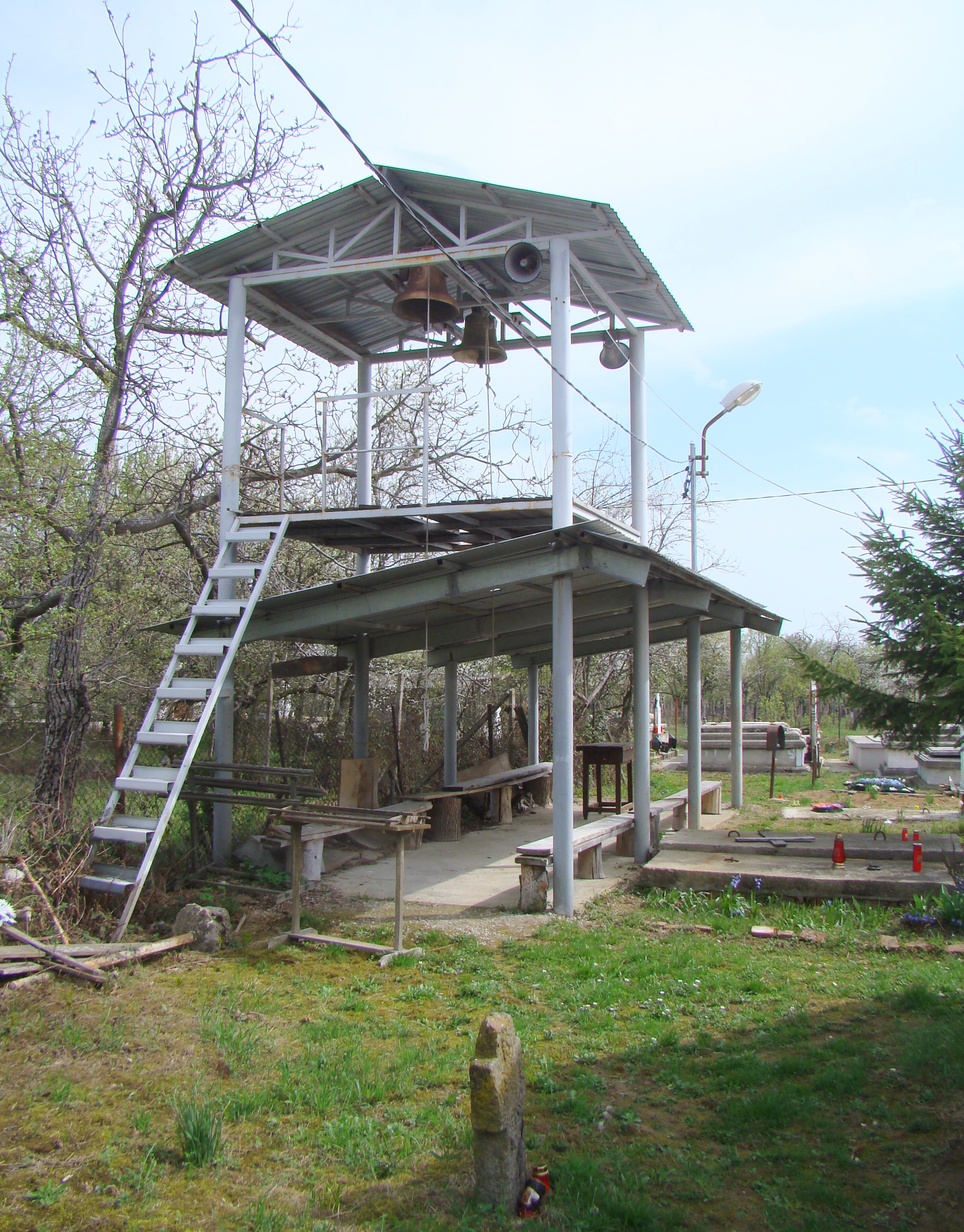
Clopotnița
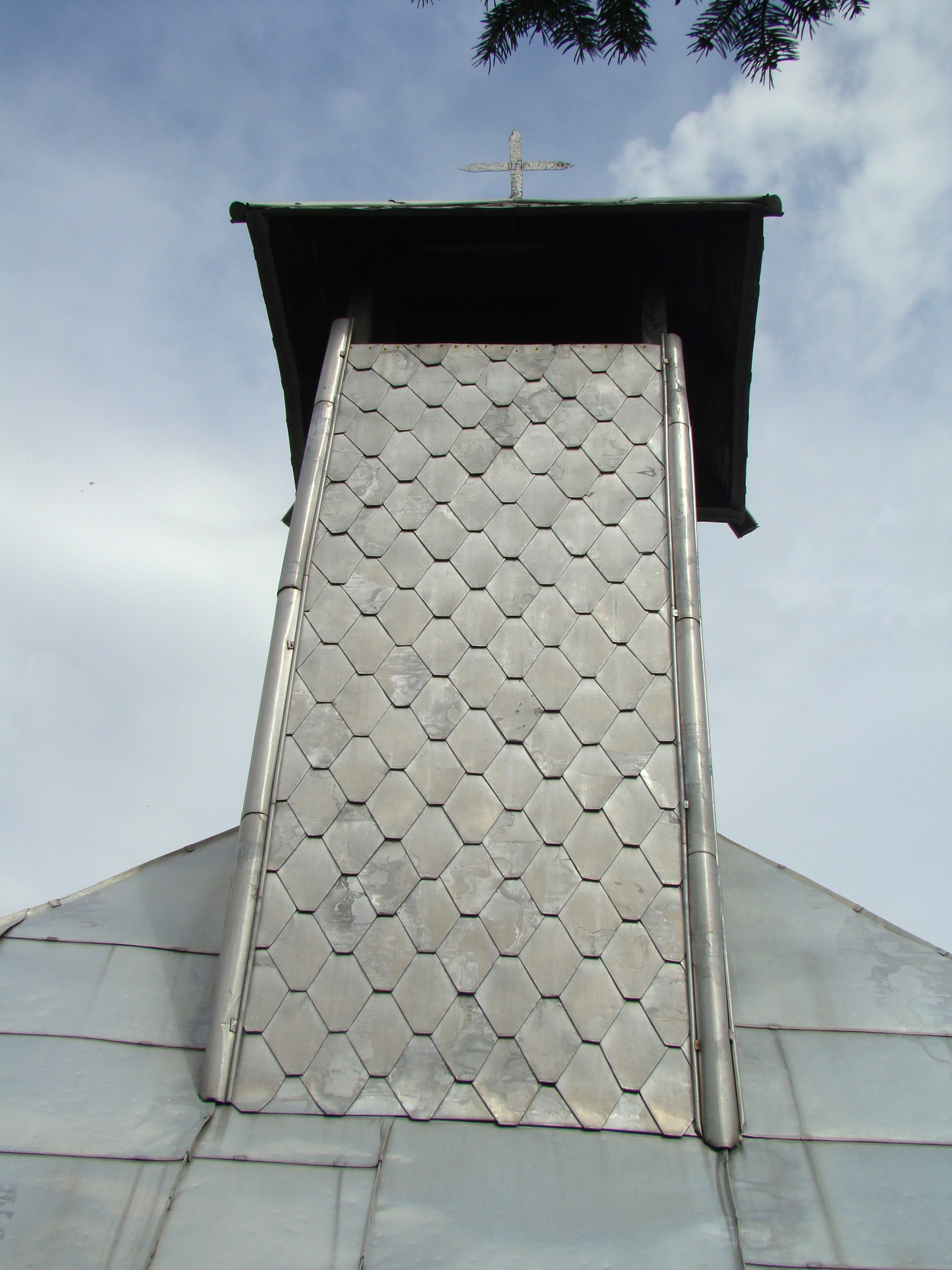
Turnul
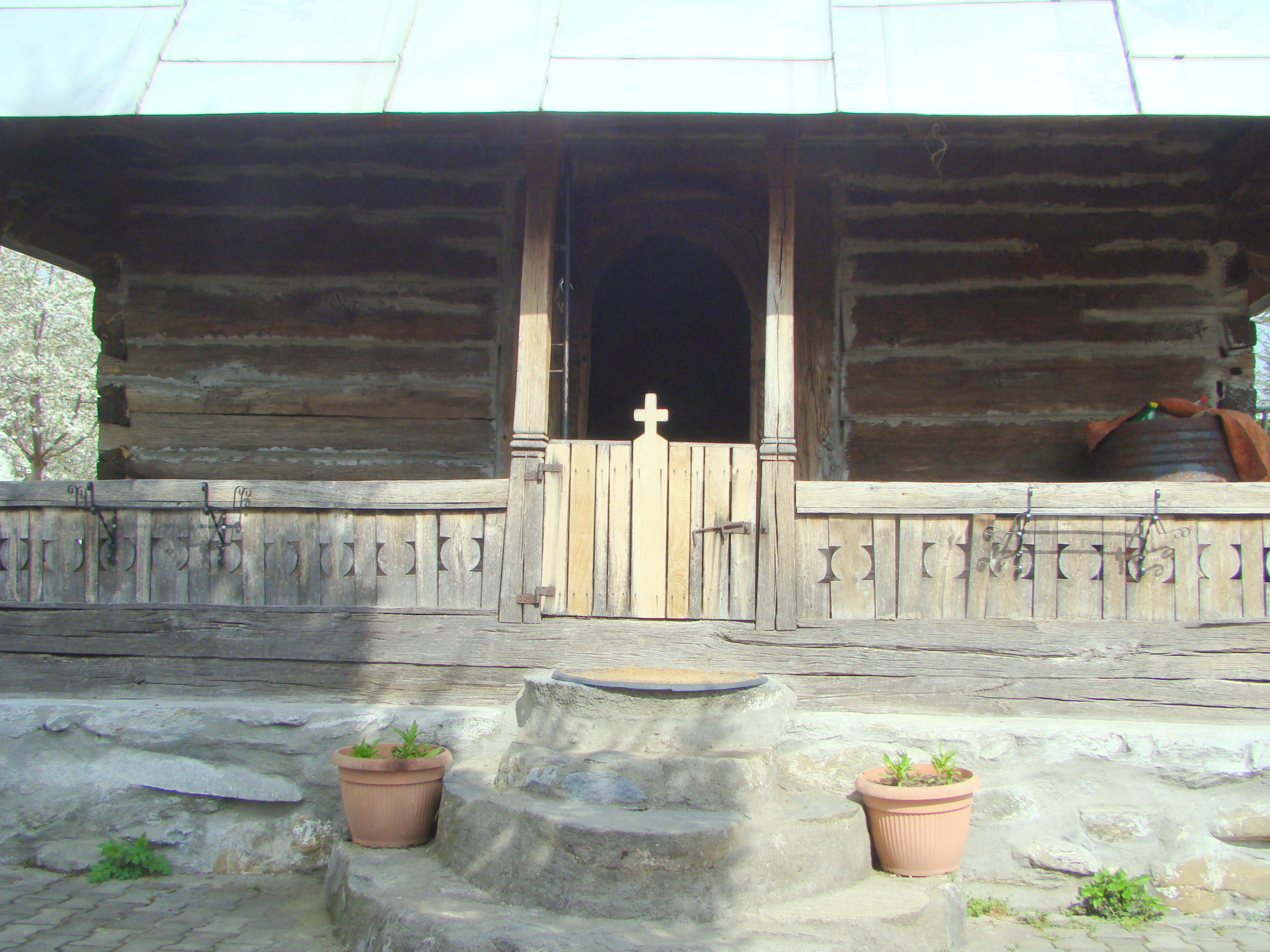
Prispa
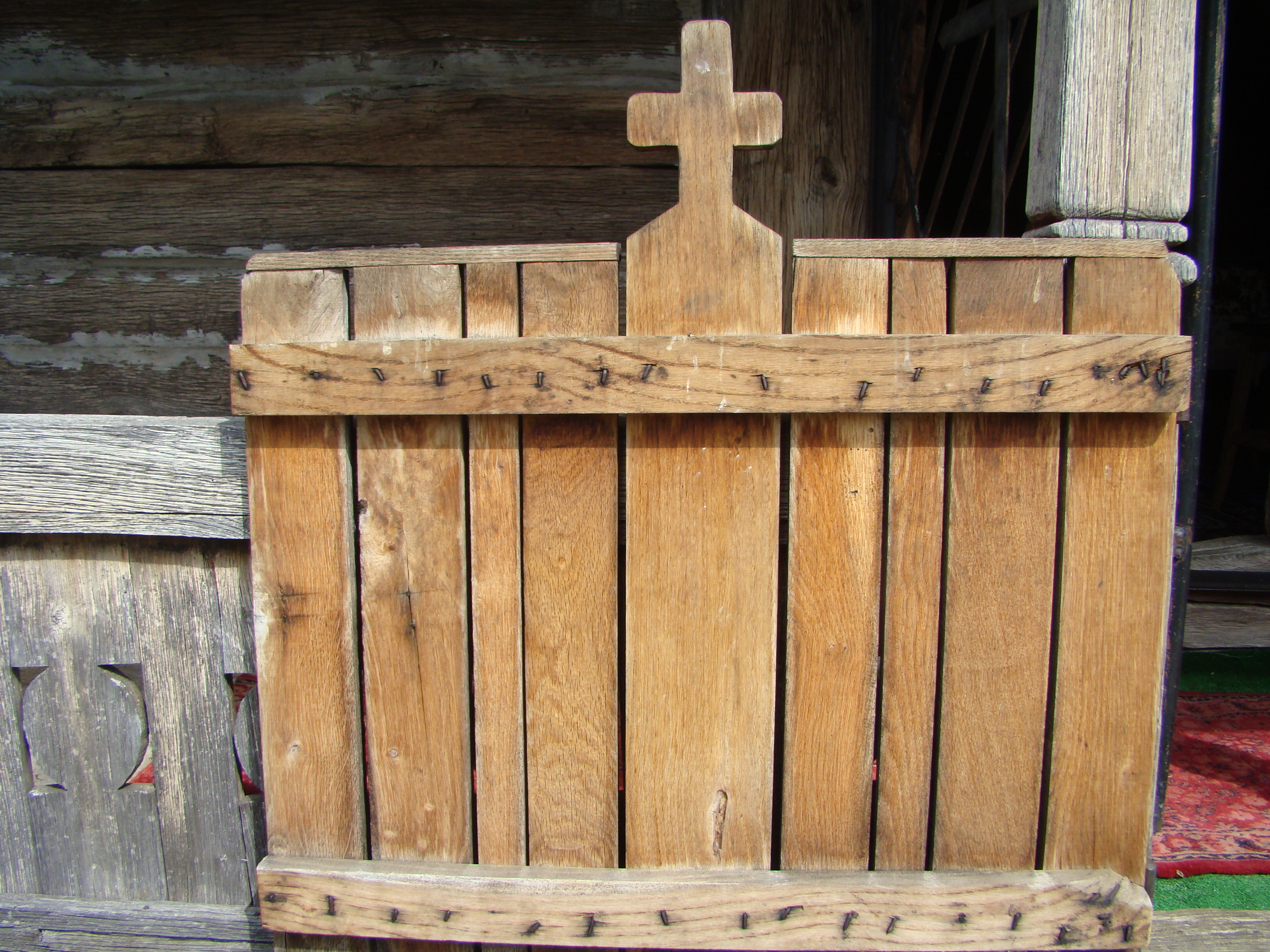
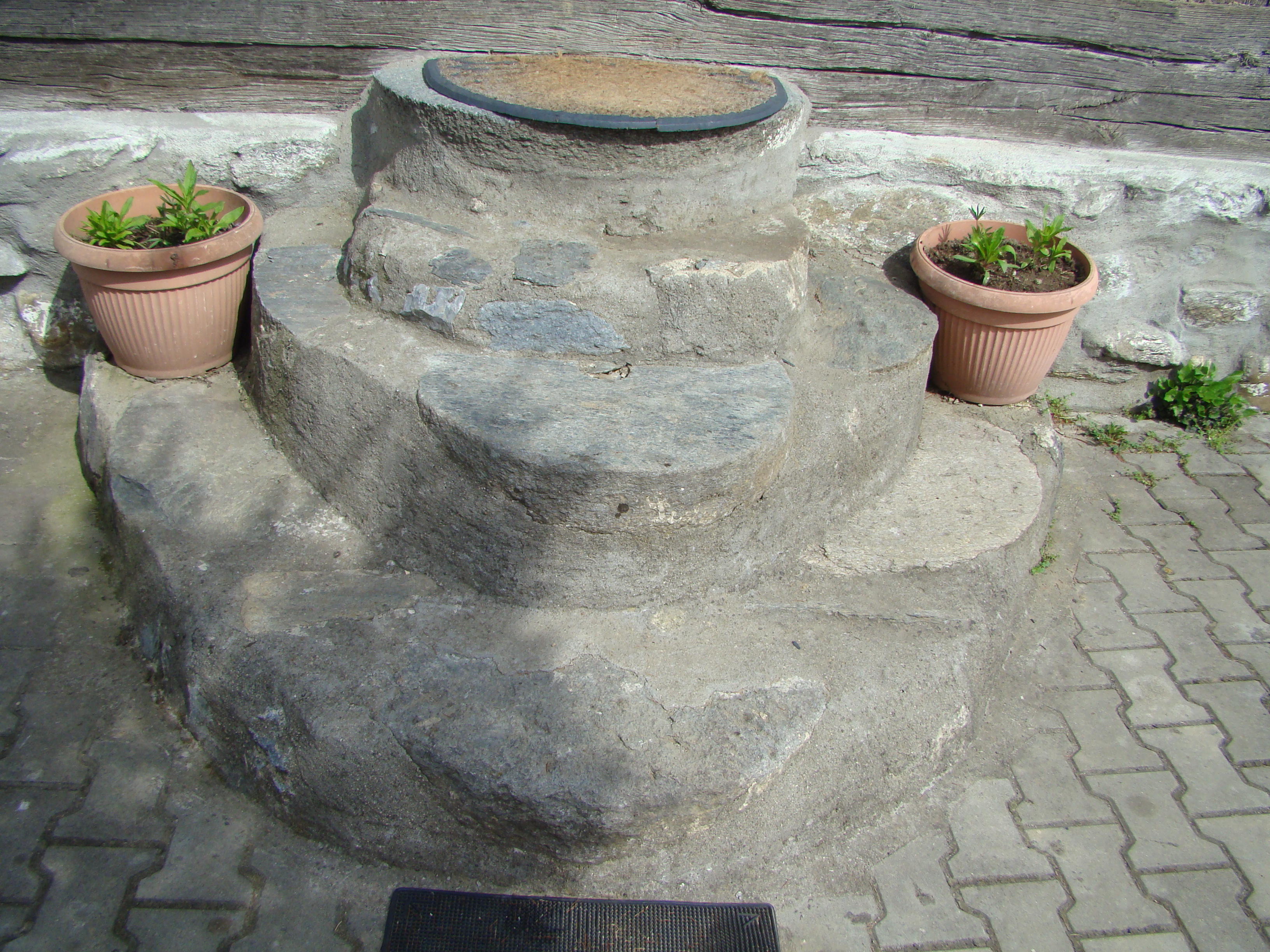
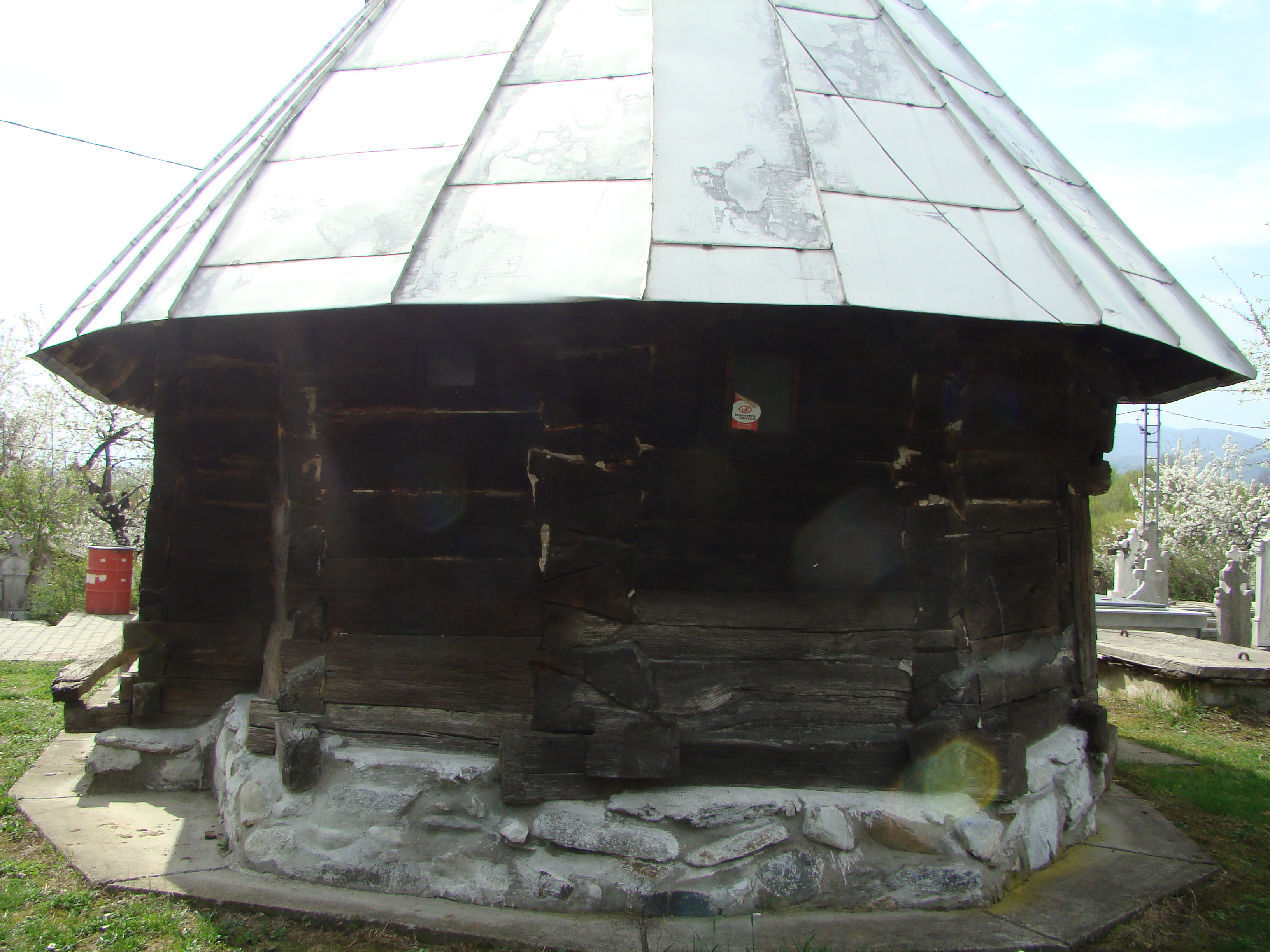
Absida altarului
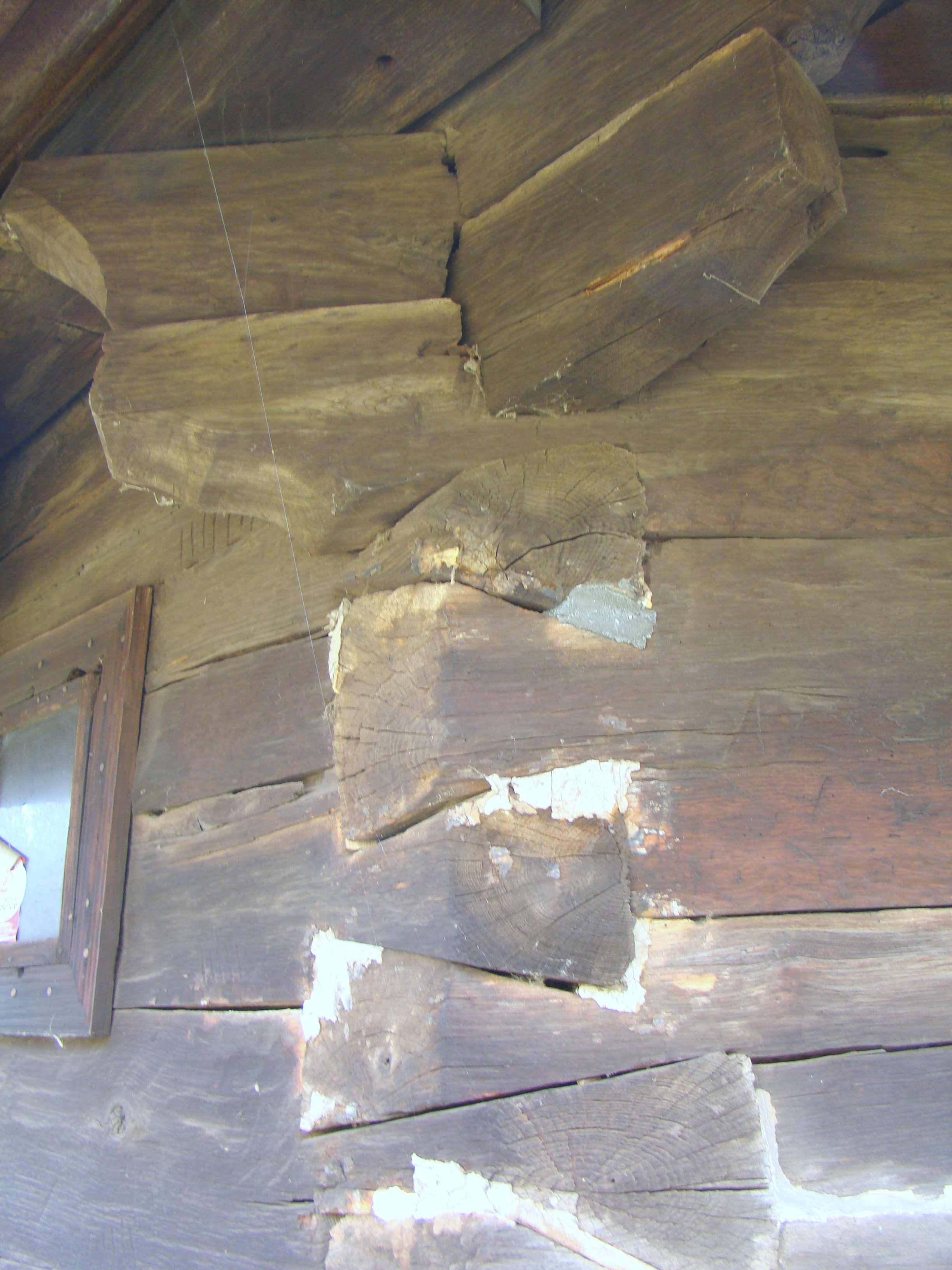
Console
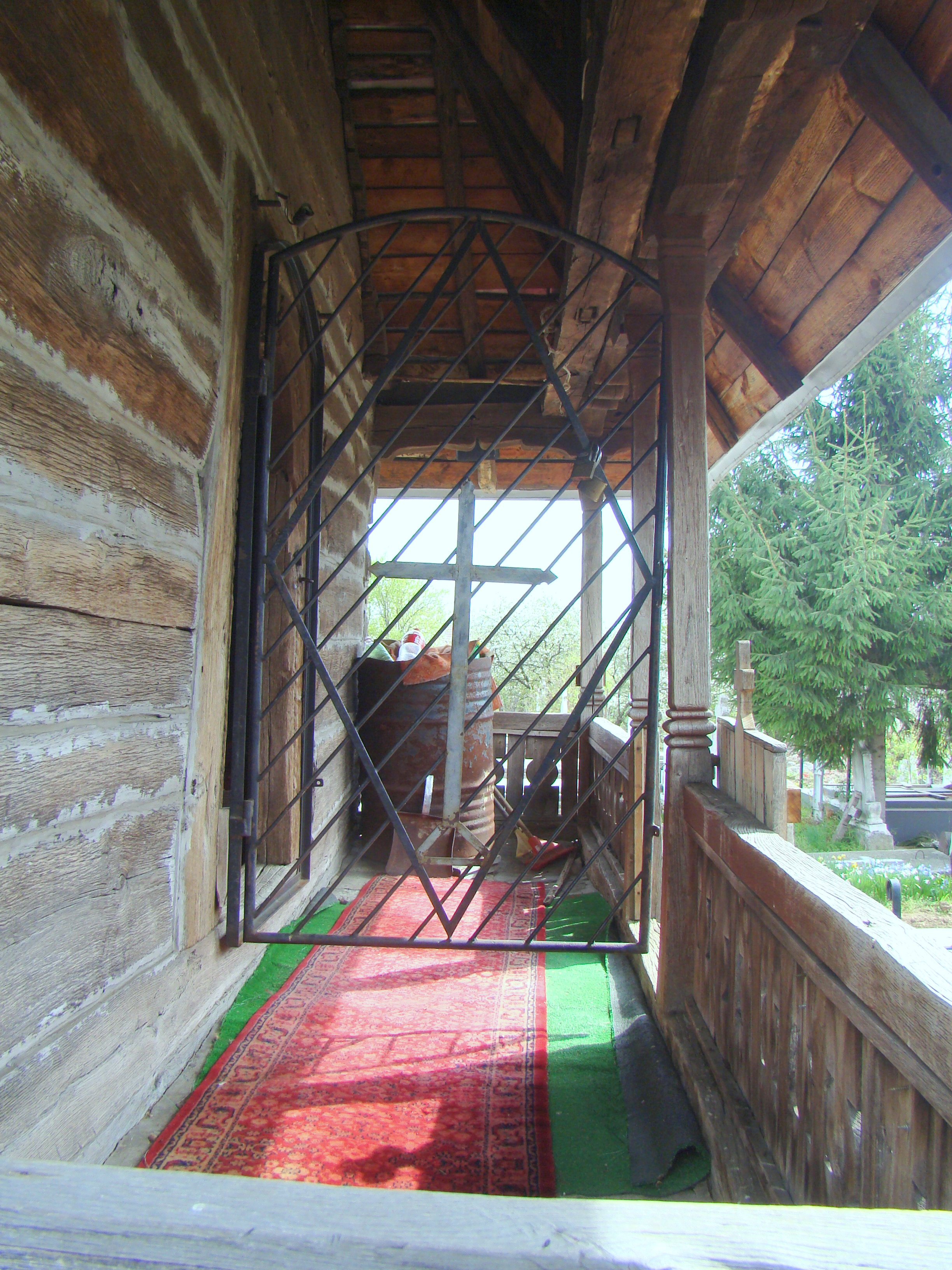
Pridvorul
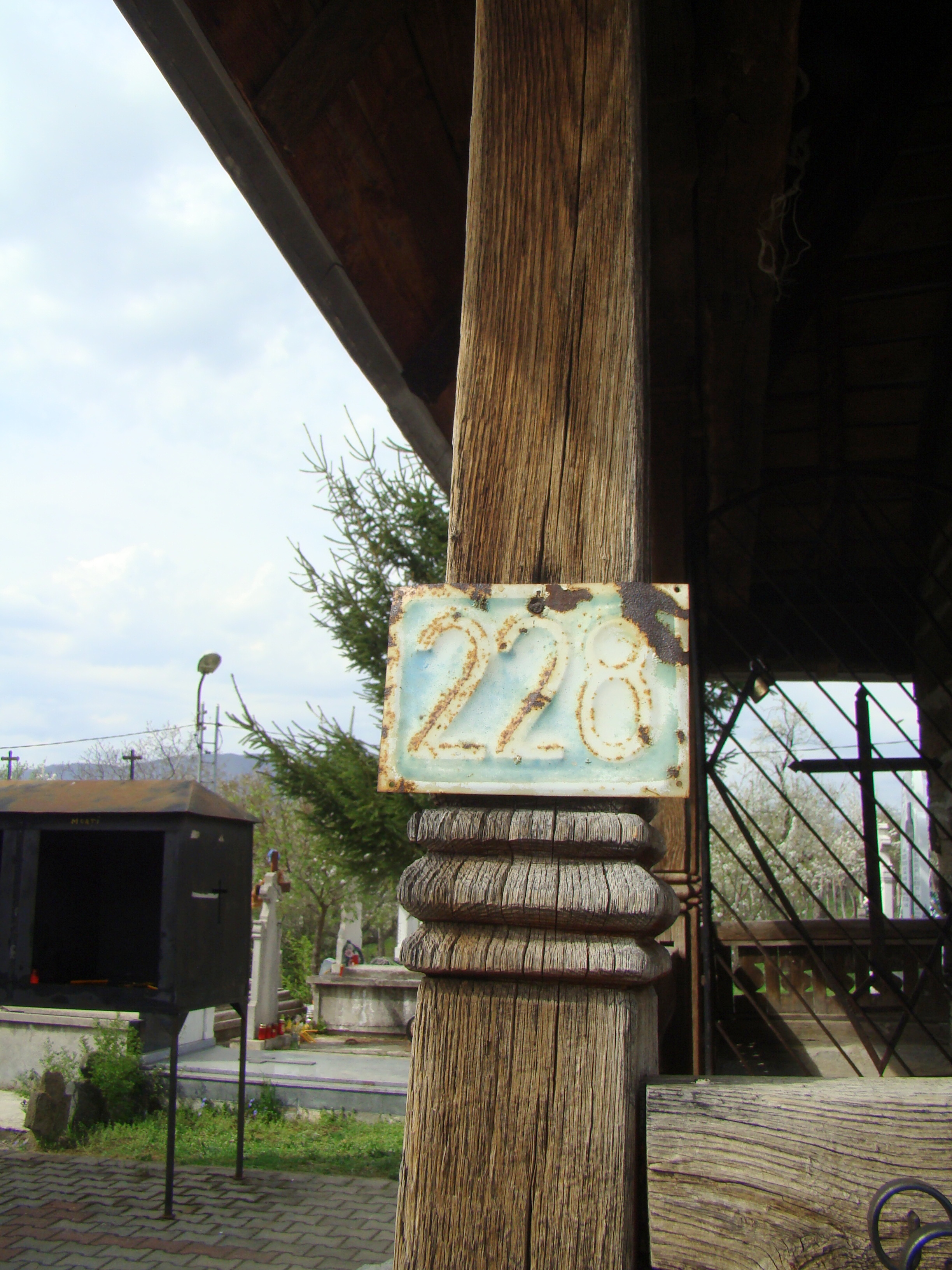
Stâlp la pridvor
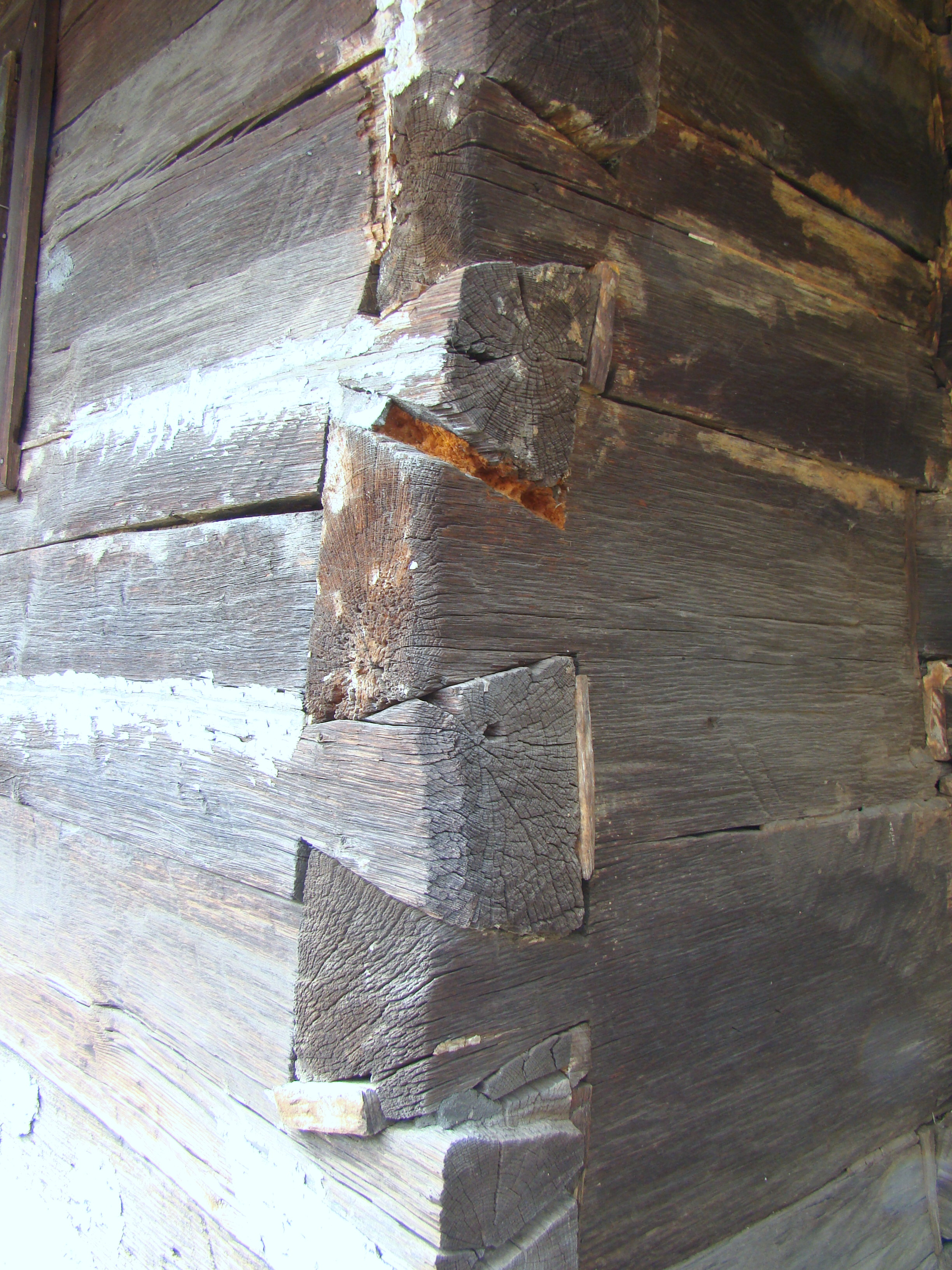
Îmbinări
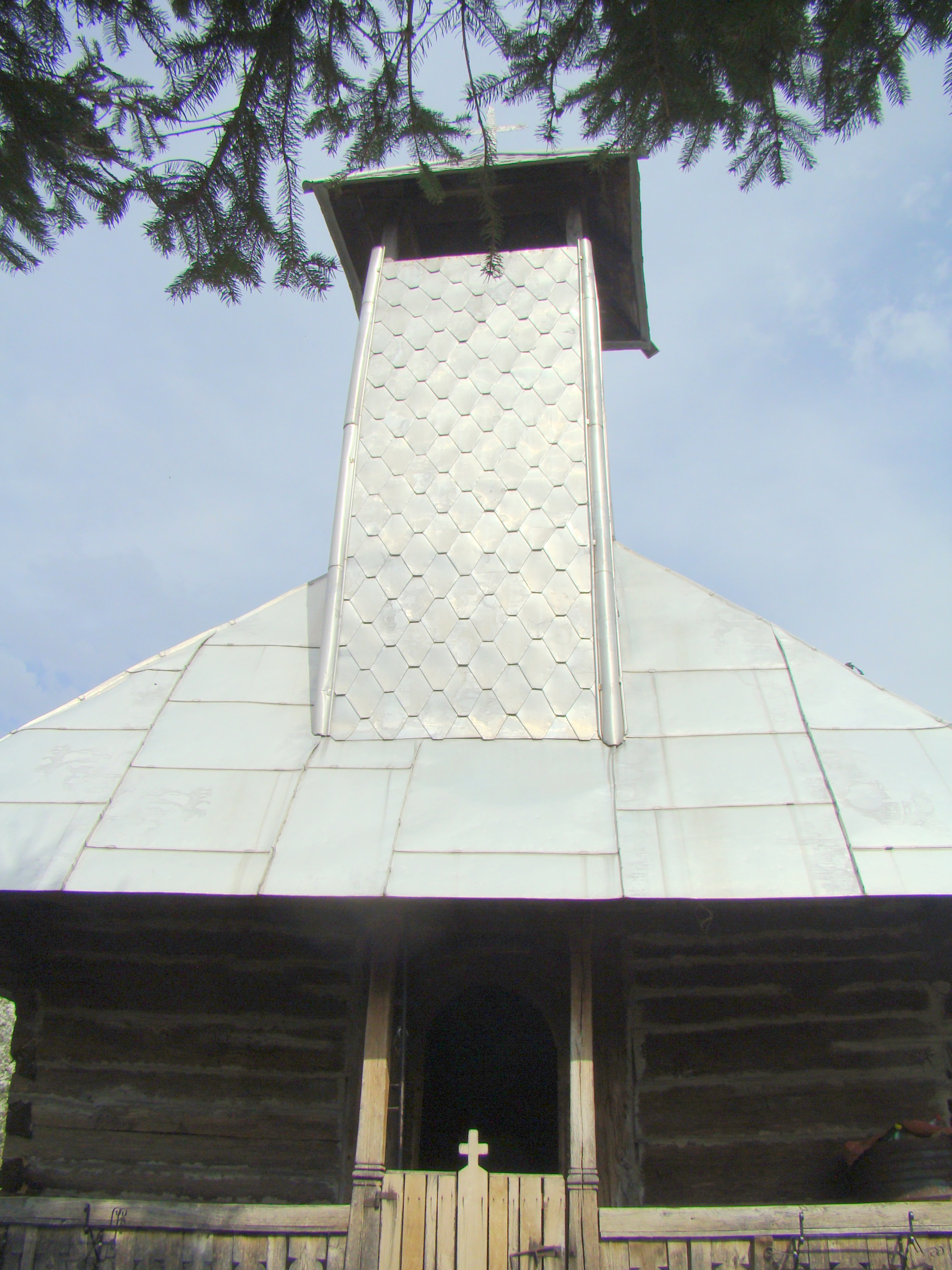
Biserica (vest)
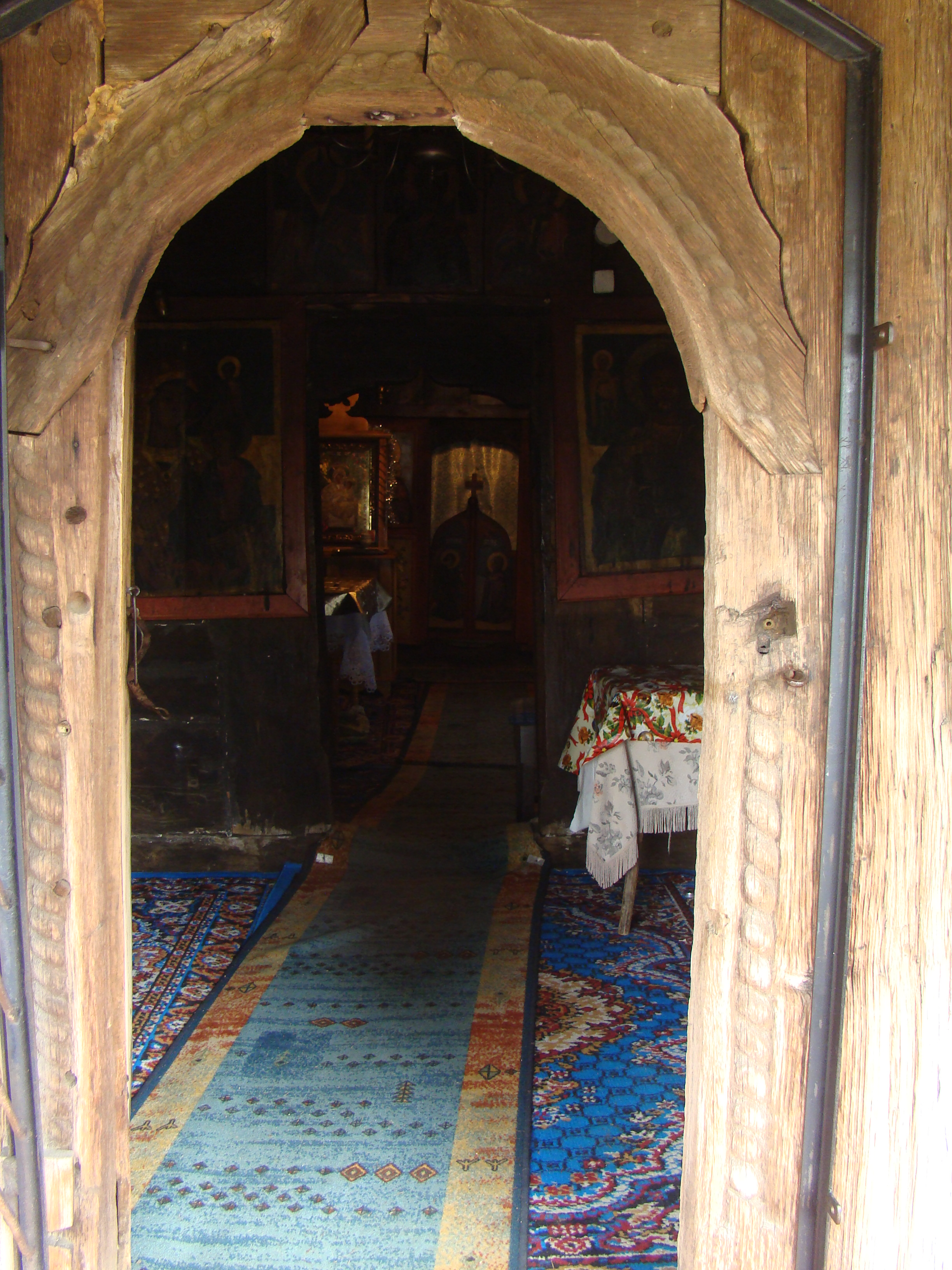
Portalul
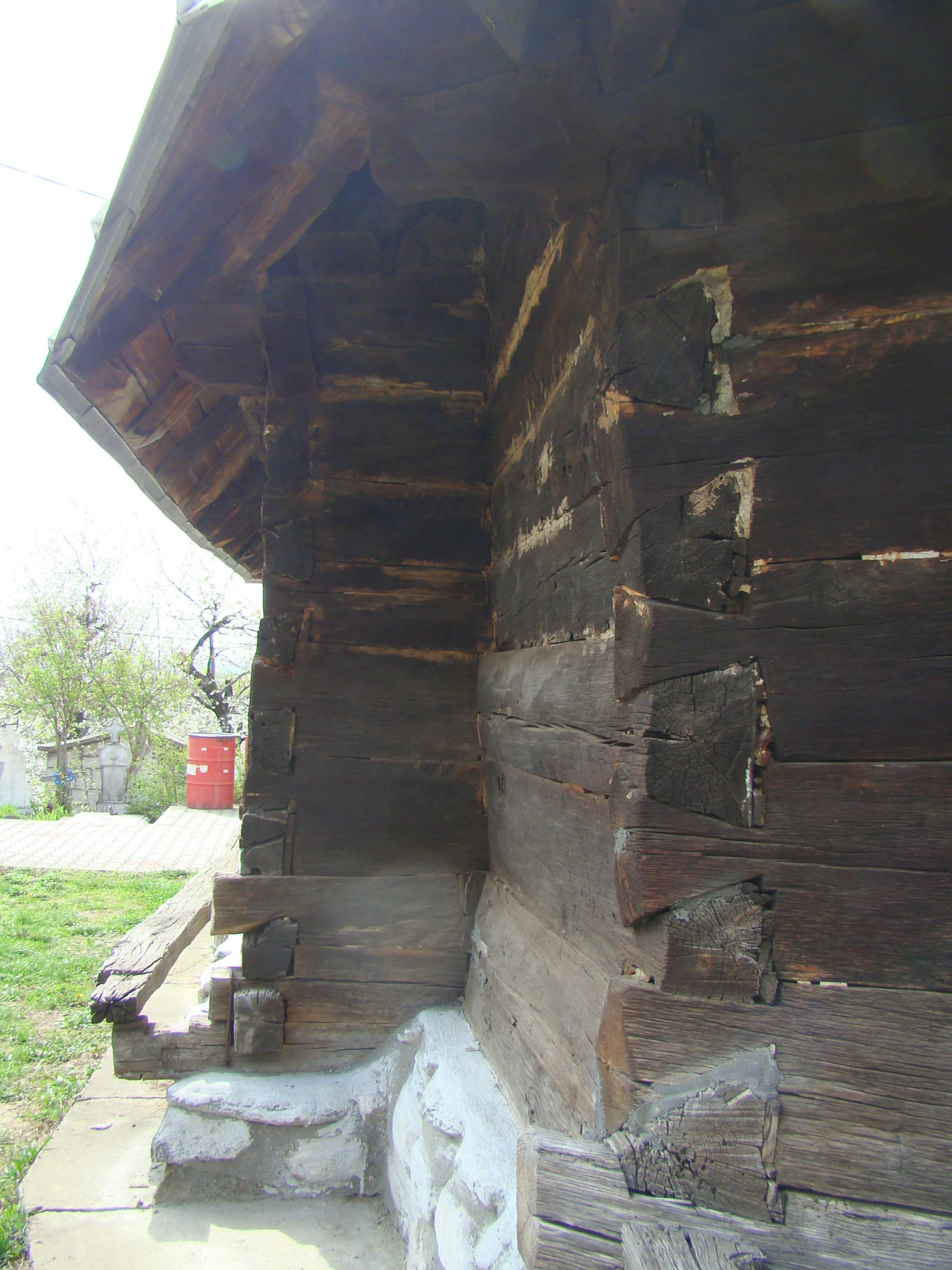
Decroşul absidei altarului
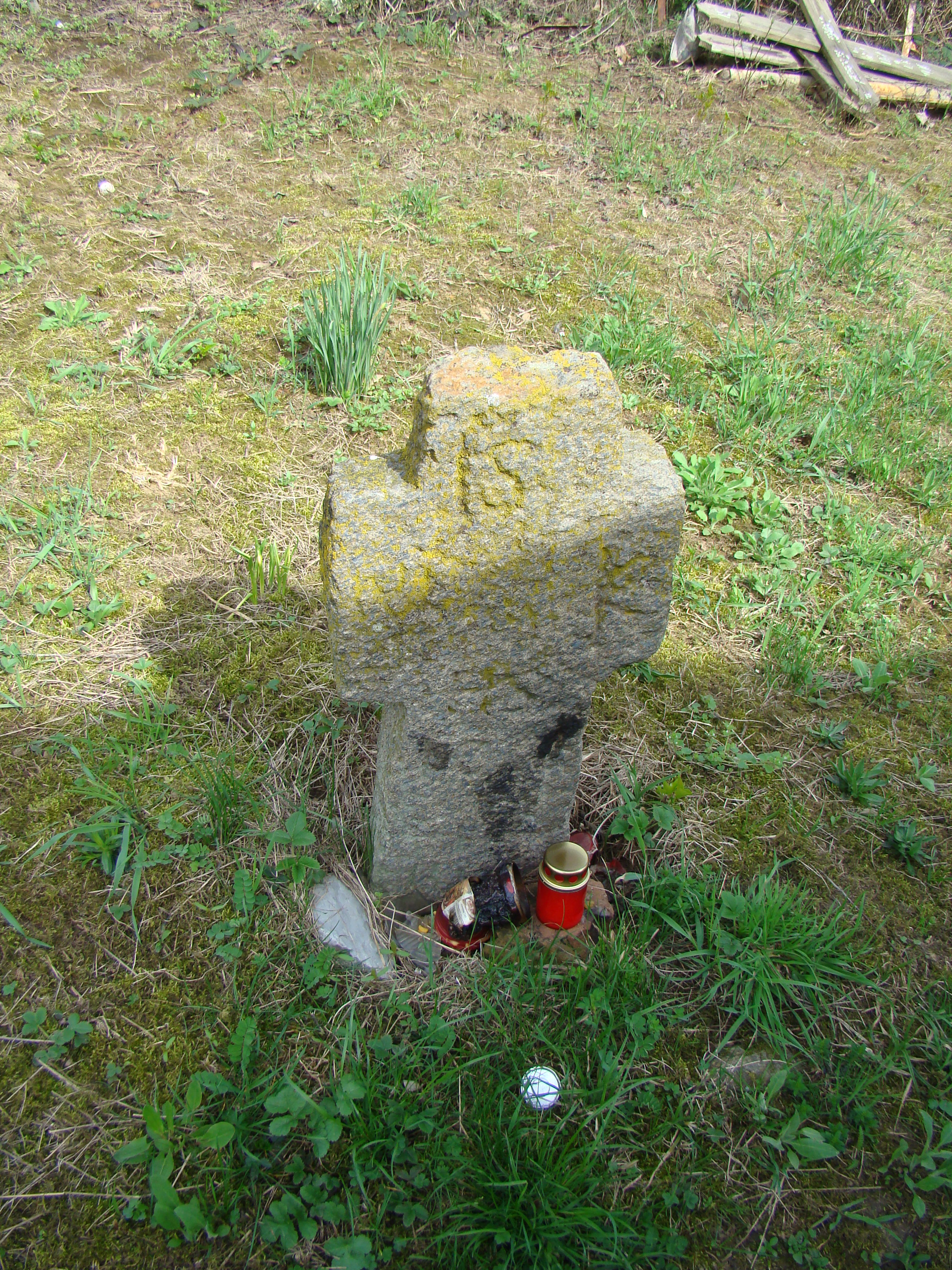
Cruce veche de piatră
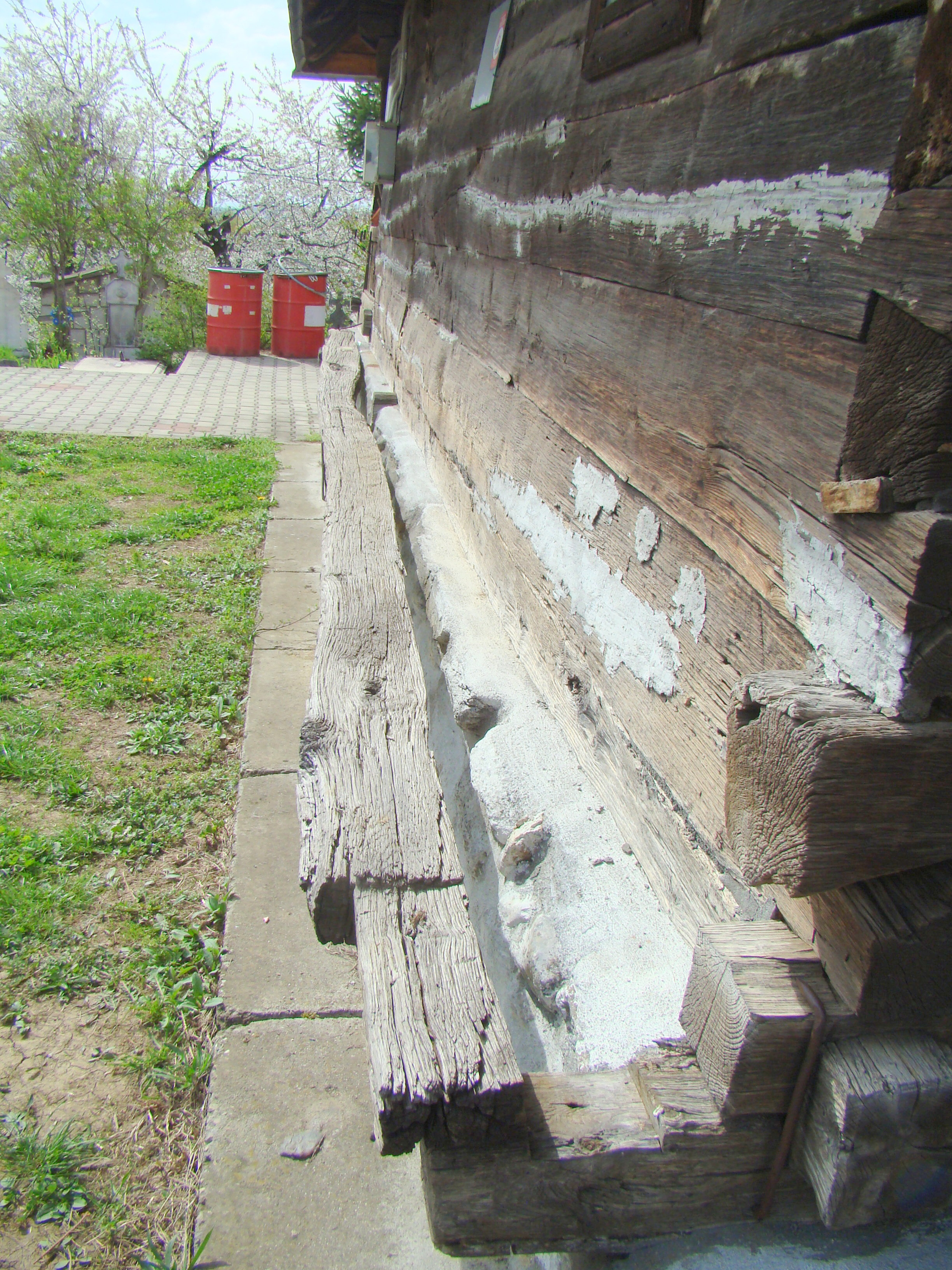
„Scaunul de judecată”, păstrat pe latura de sud a navei
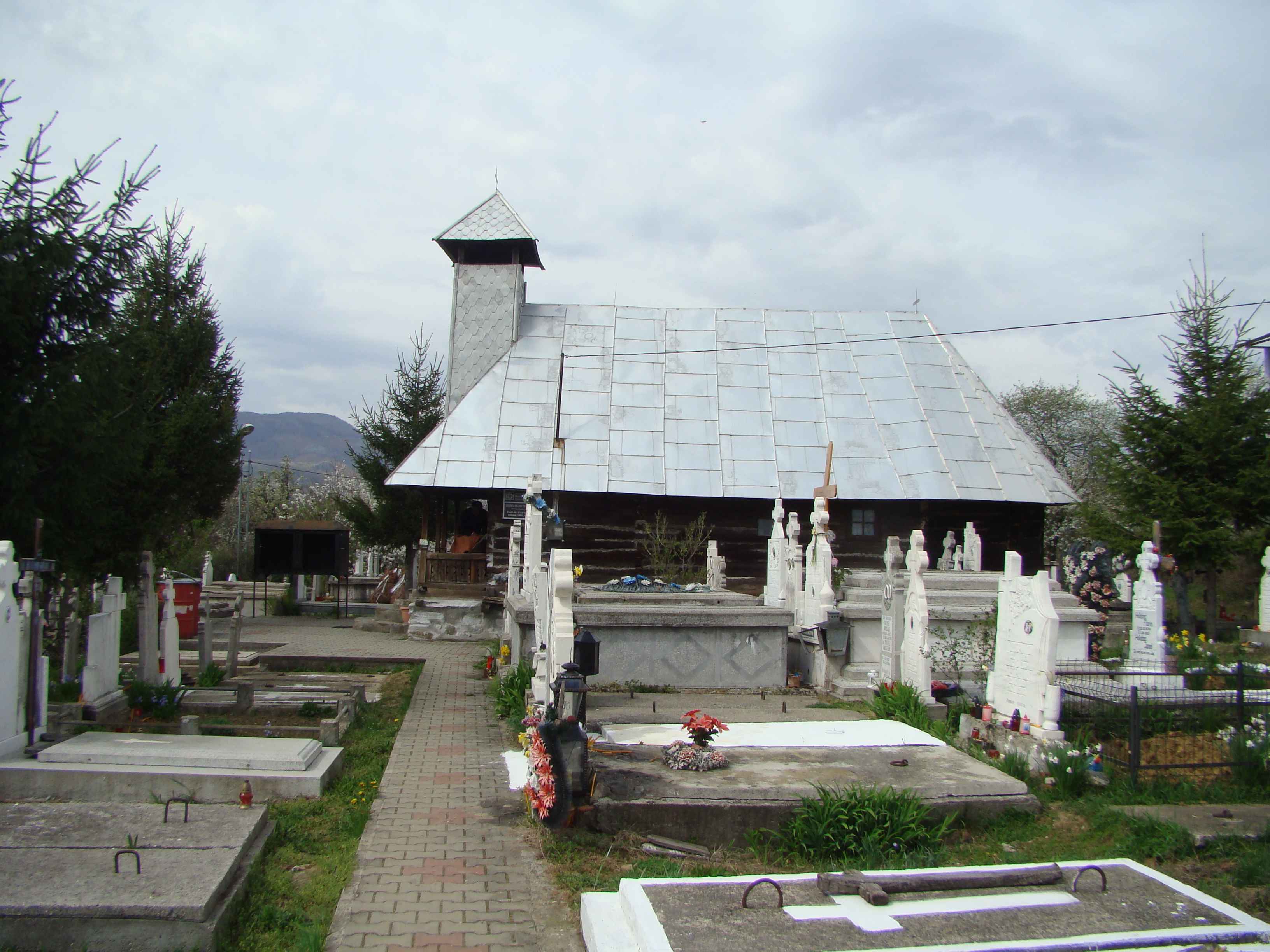
Biserica și cimitirul
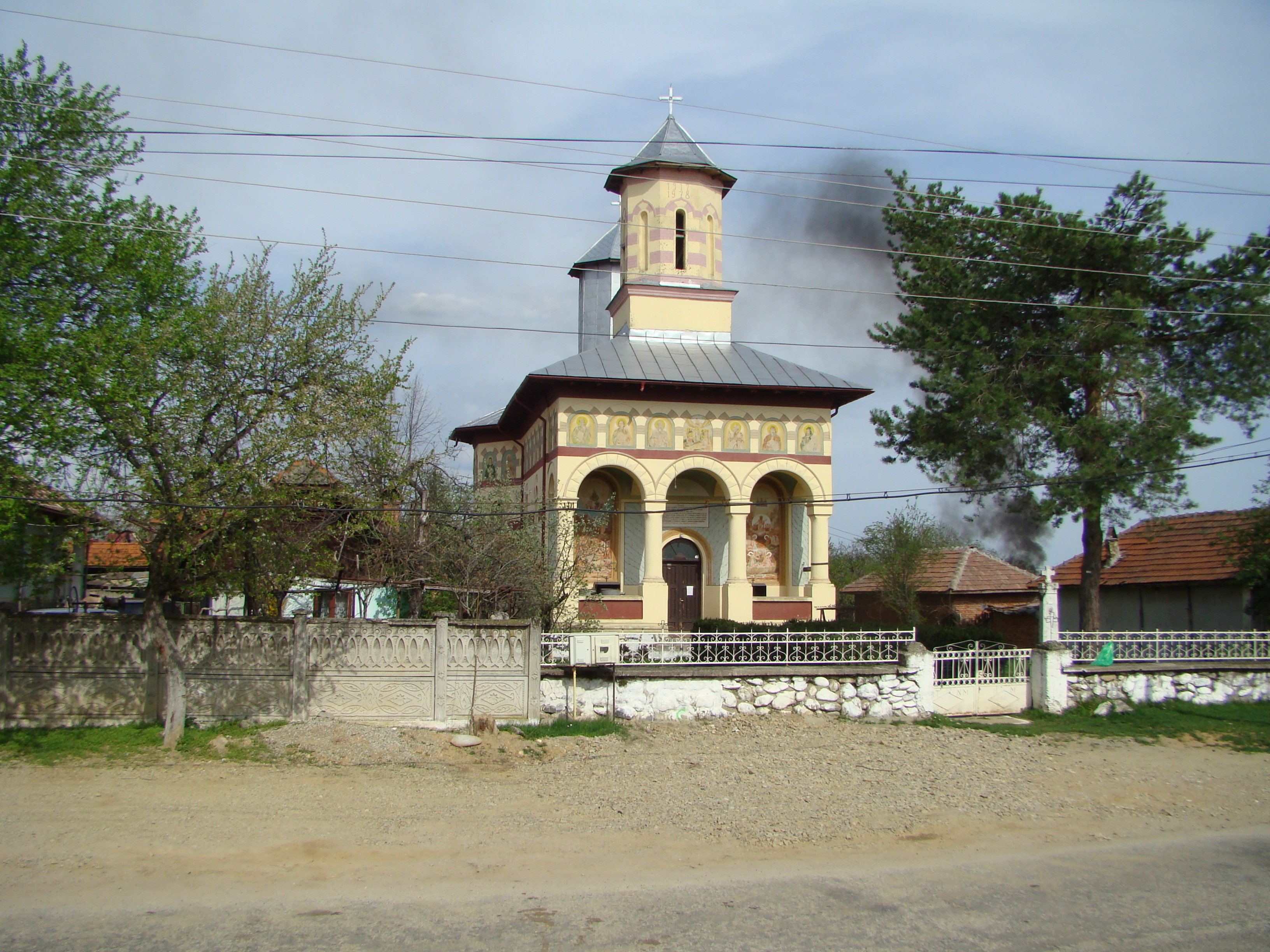
Biserica de zid a parohiei Rugi

## Imagini din interior

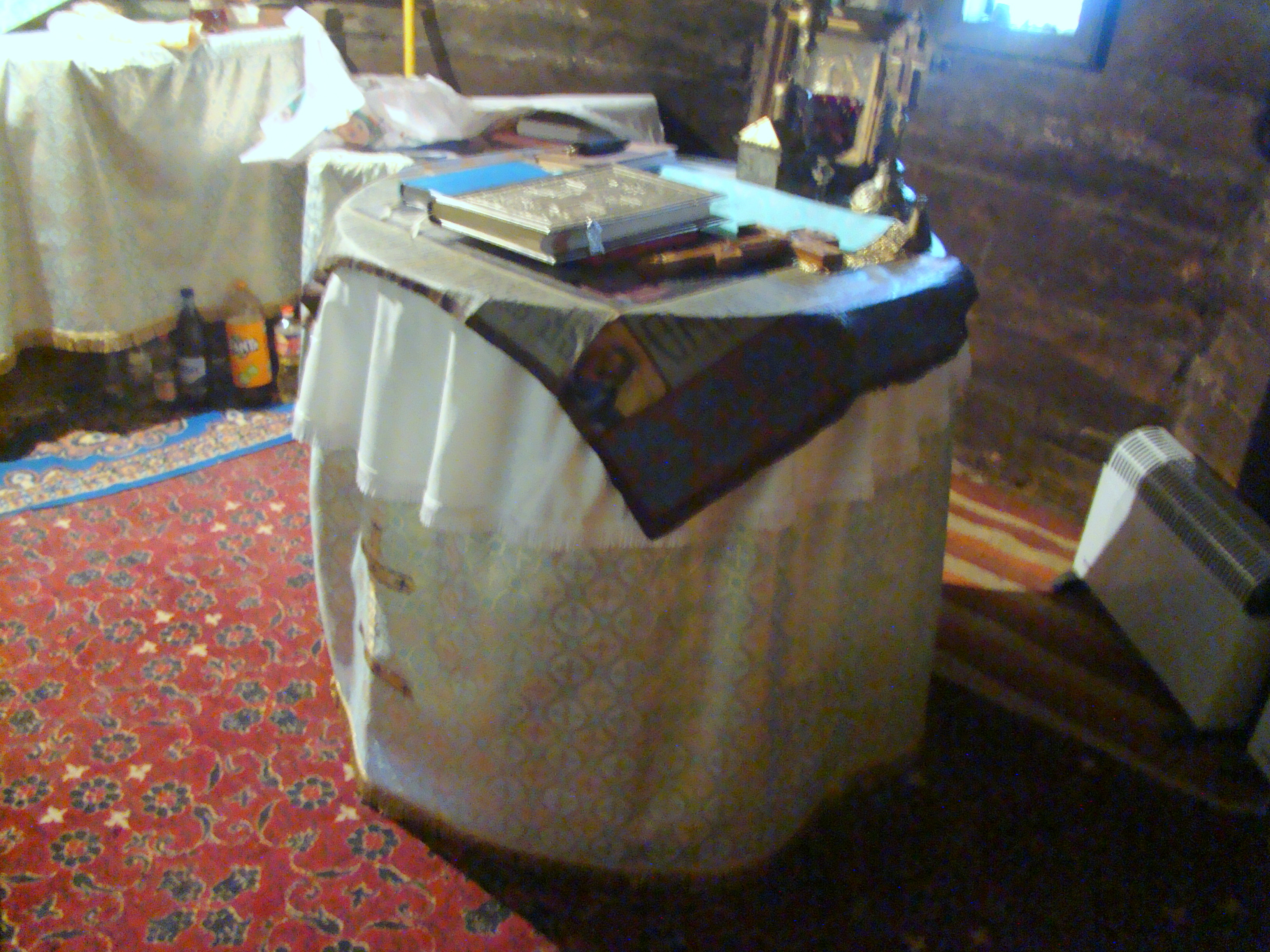
Masa altarului
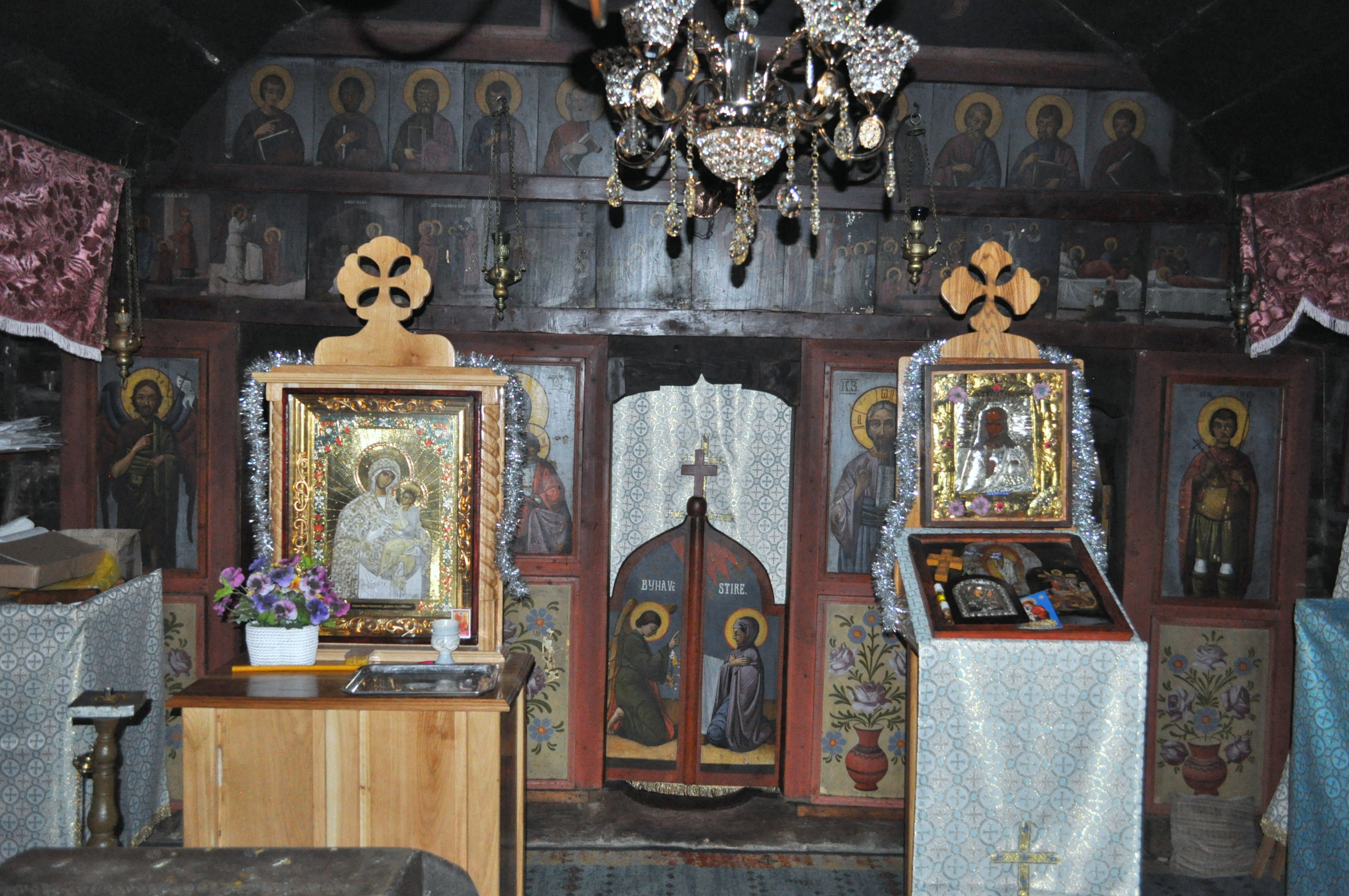
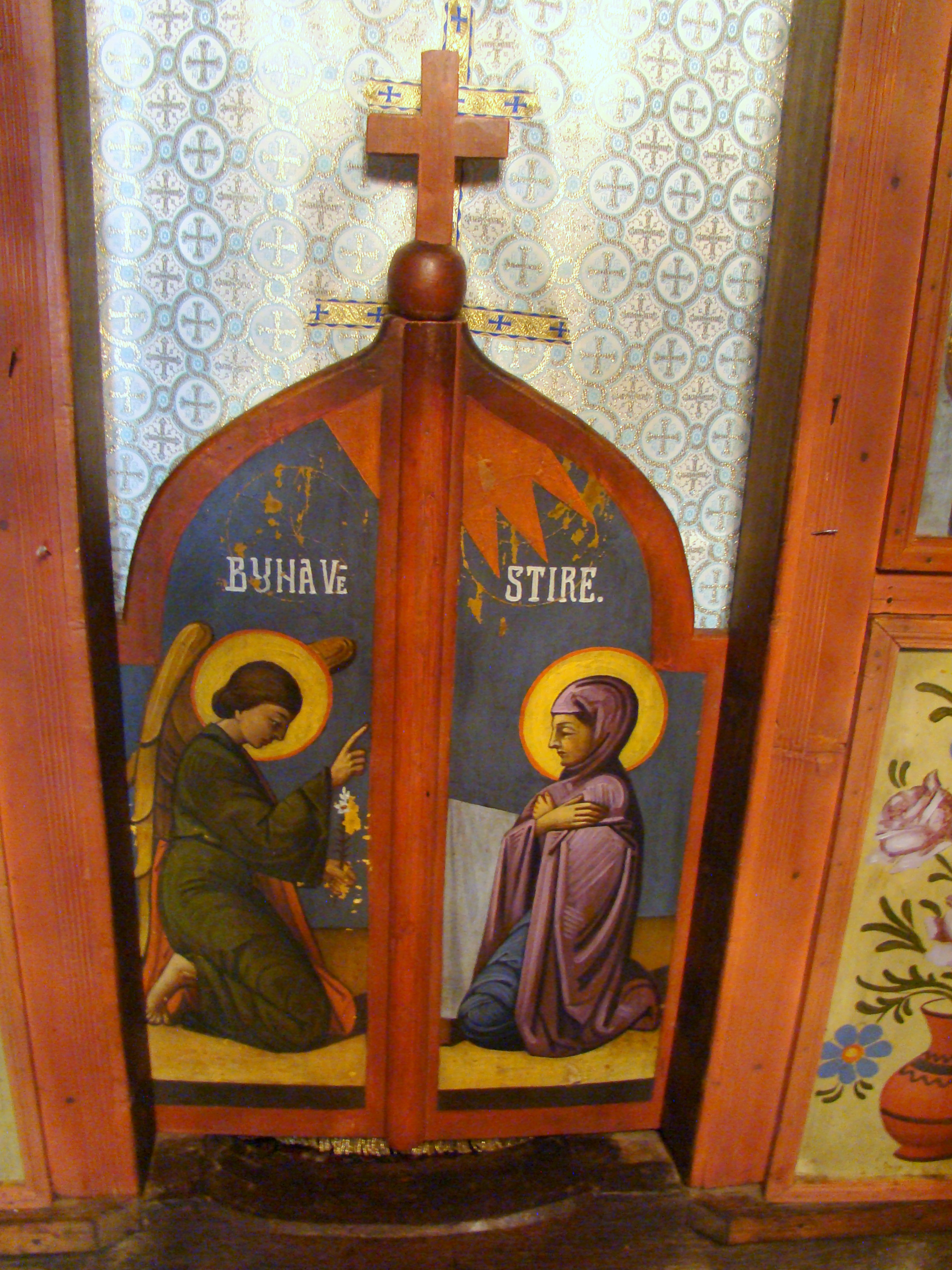
Ușile împărătești: Buna Vestire
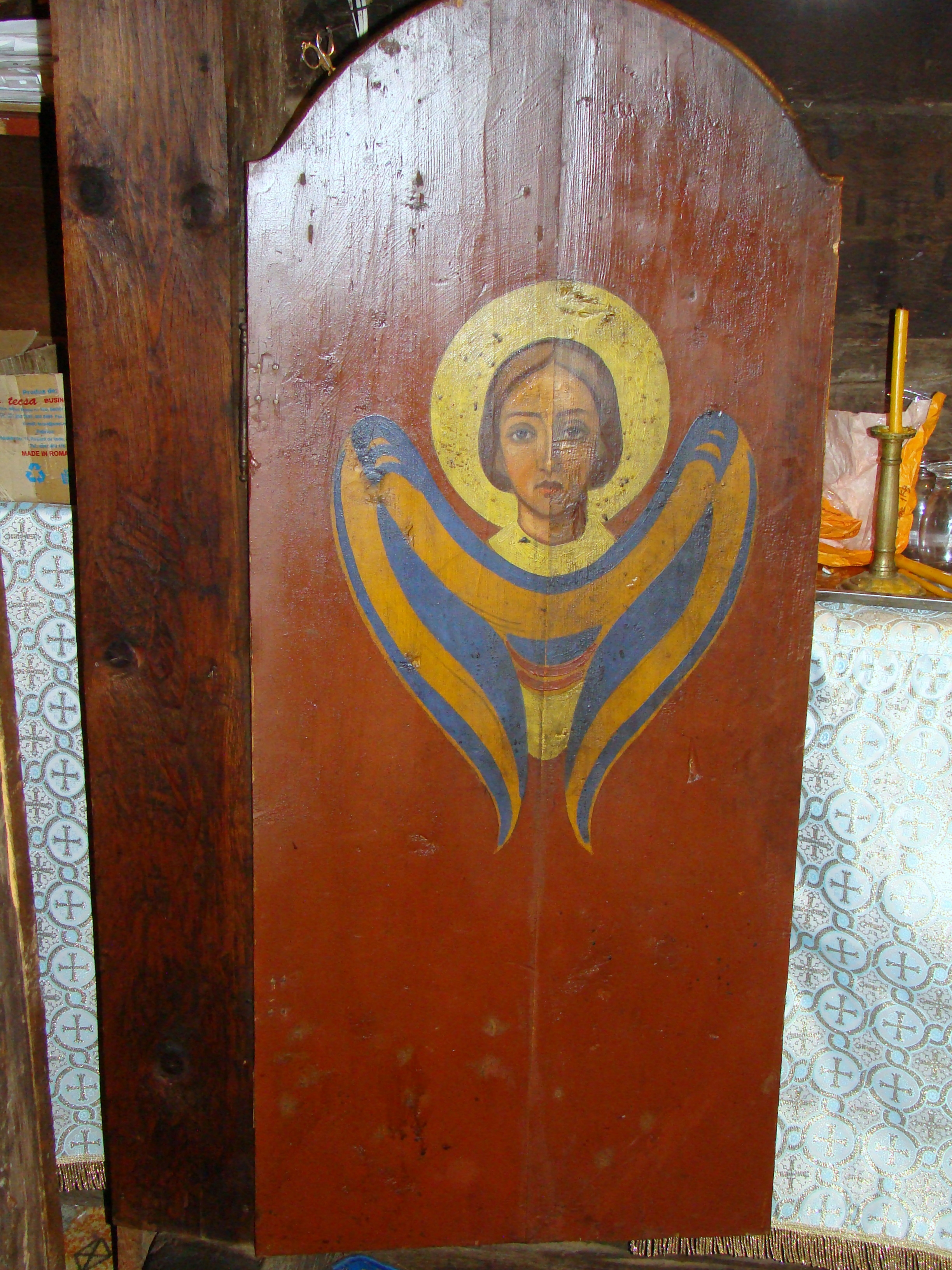
Una din intrările în altar
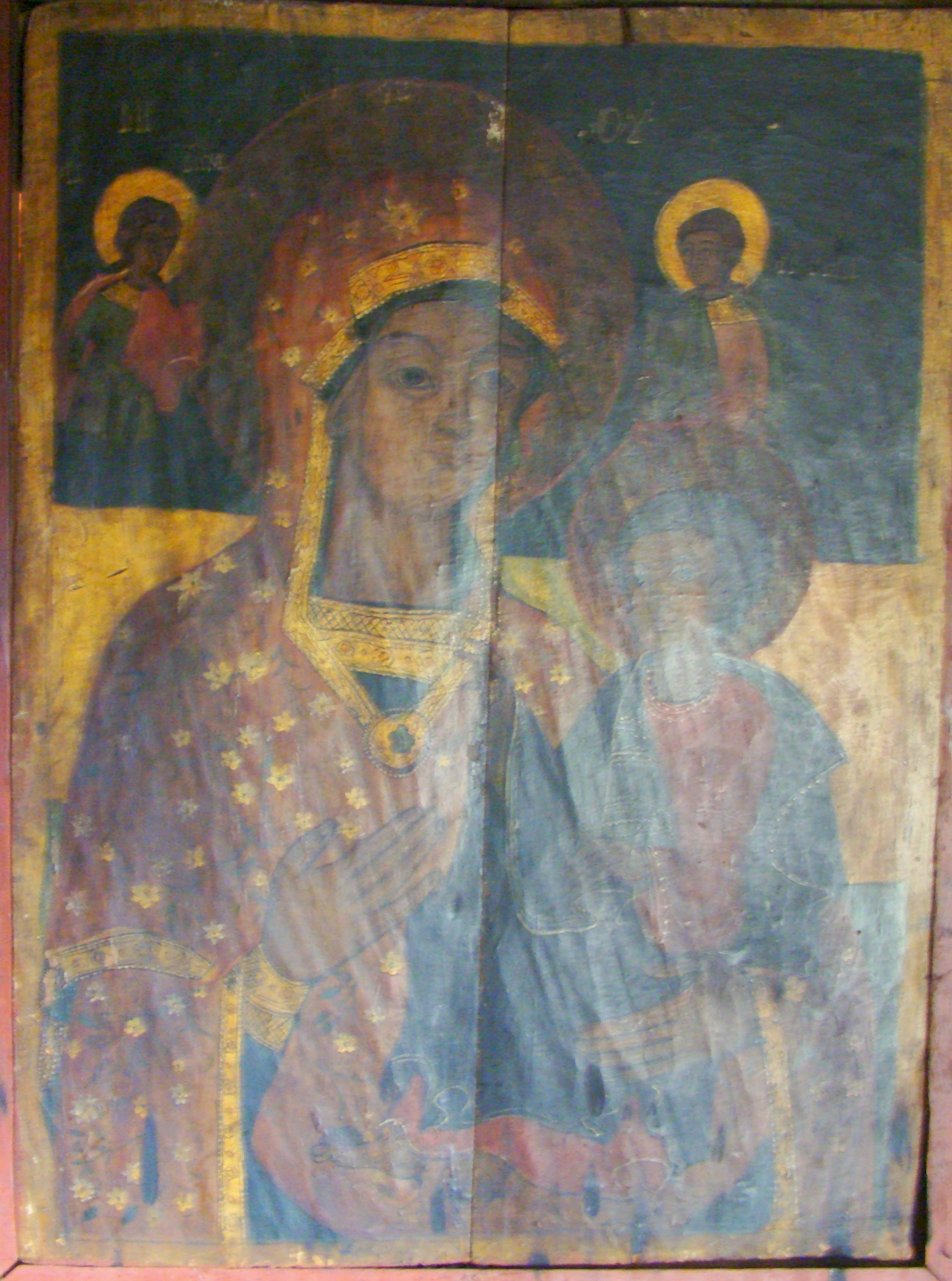
Maica Domnului cu pruncul
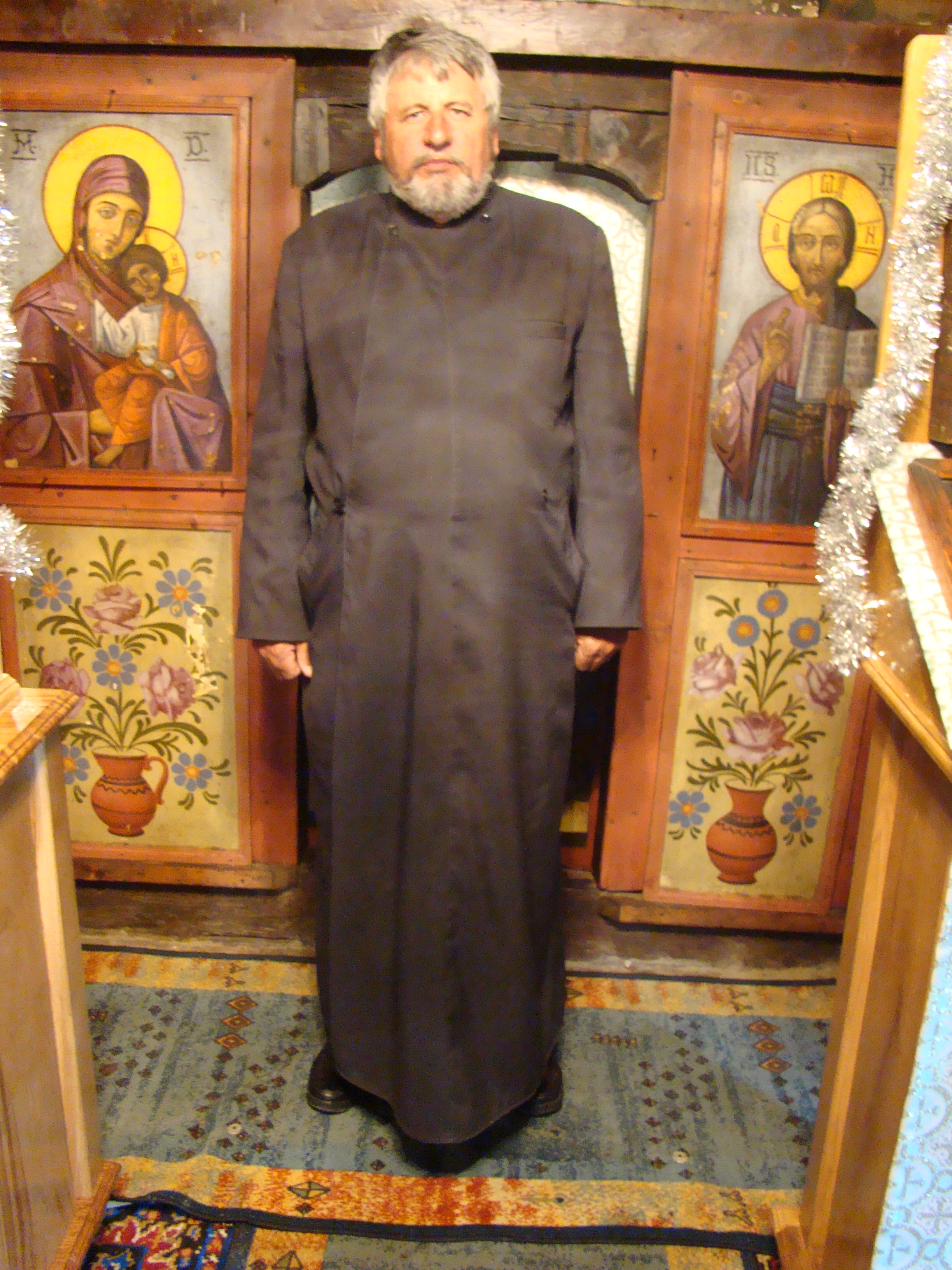
Parohul bisericii de lemn „Sfântul Gheorghe”, sat Rugi: Gheorghe Popescu (părintele Popescu a decedat din păcate în anul 2020[1])
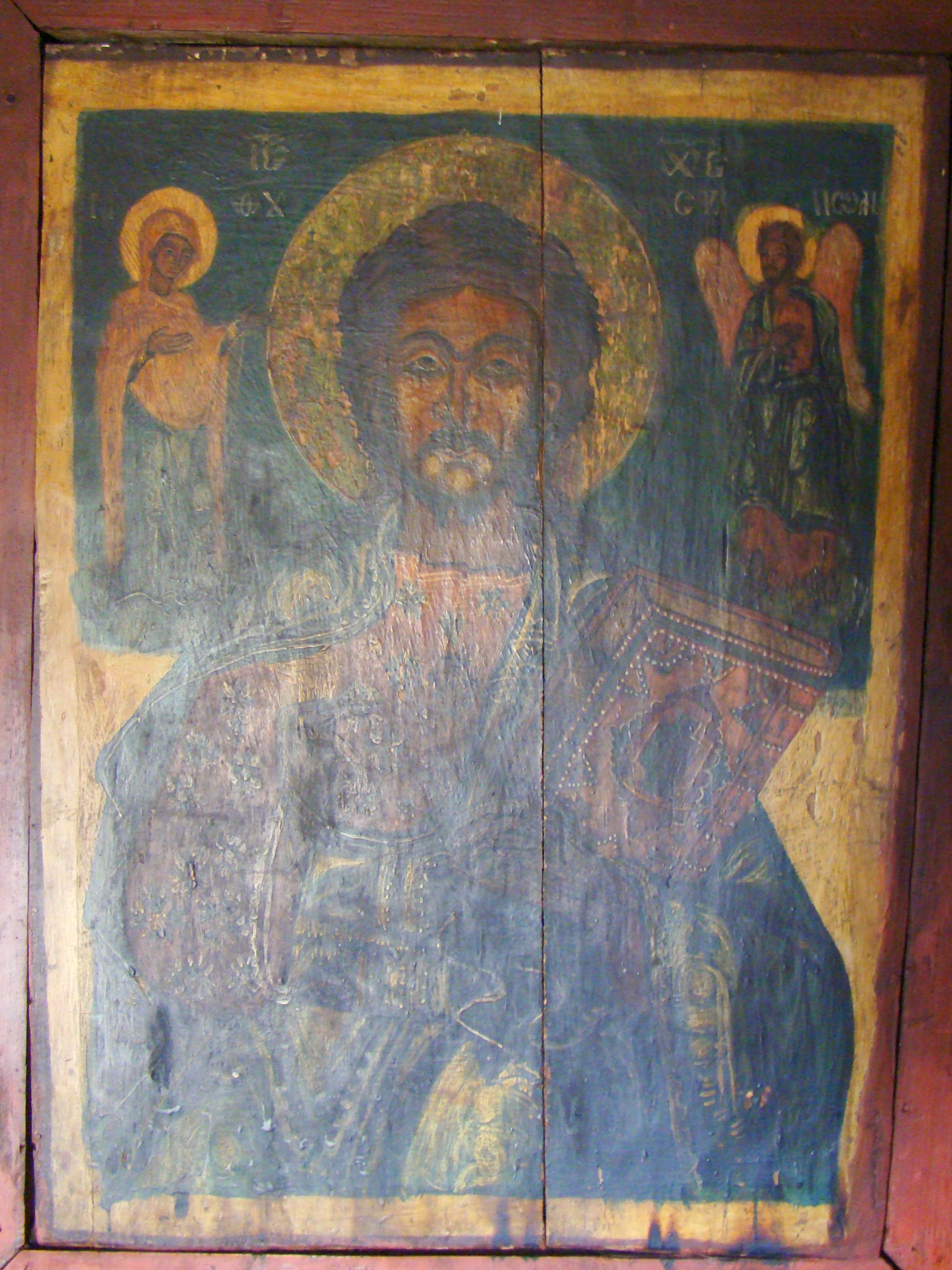
Icoana Mântuitorului
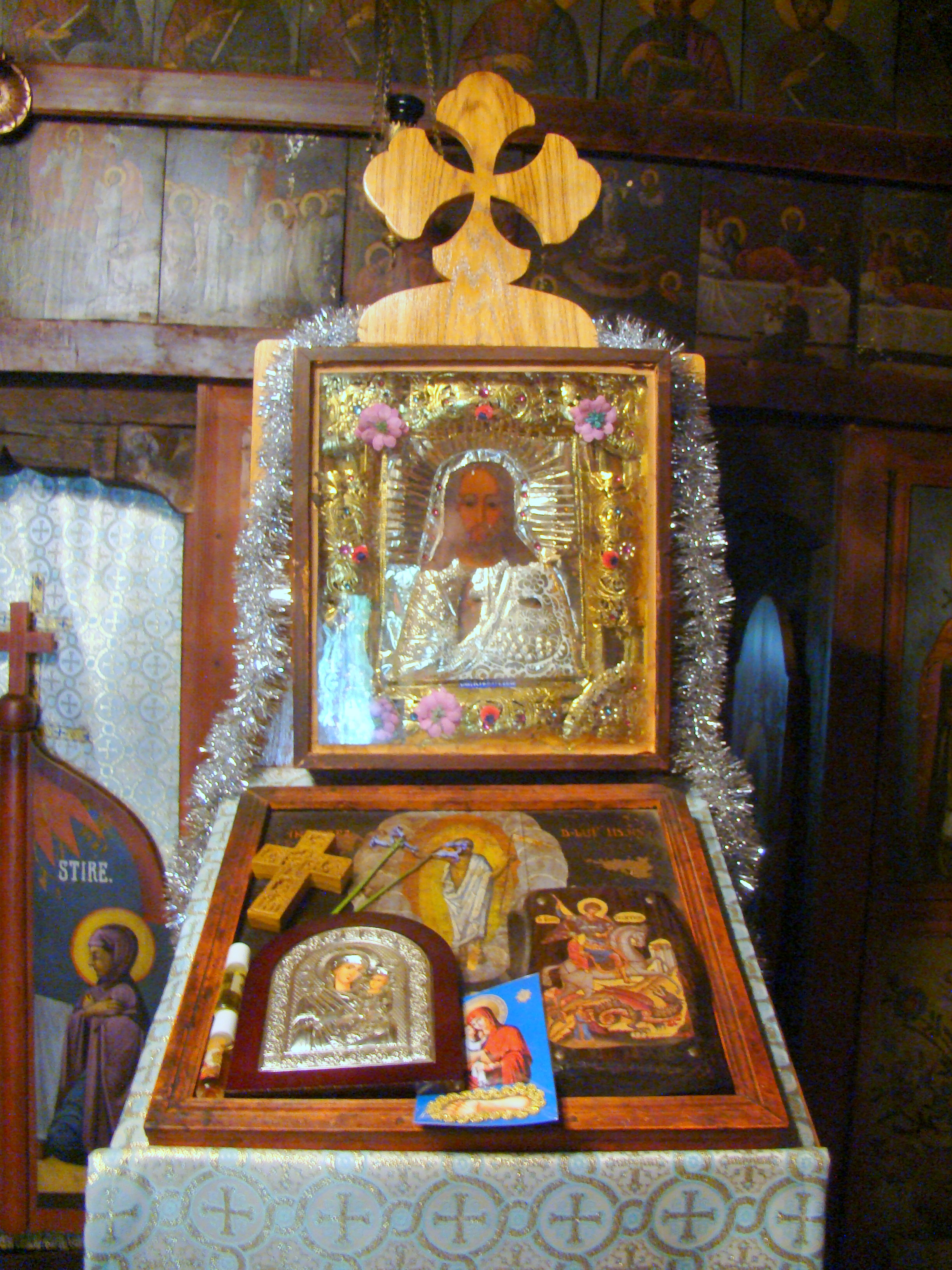
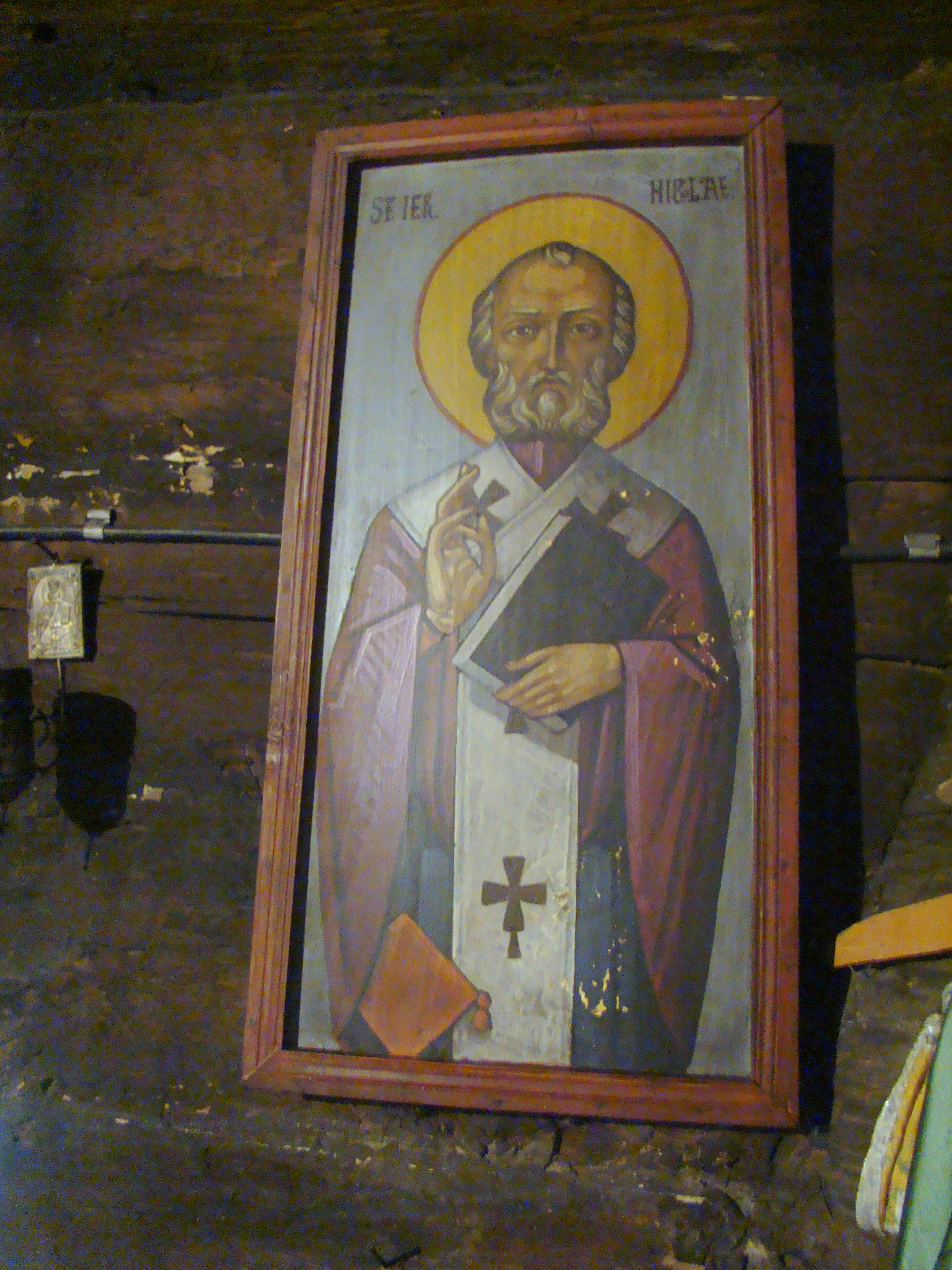
Sfântul Ierarh Nicolae
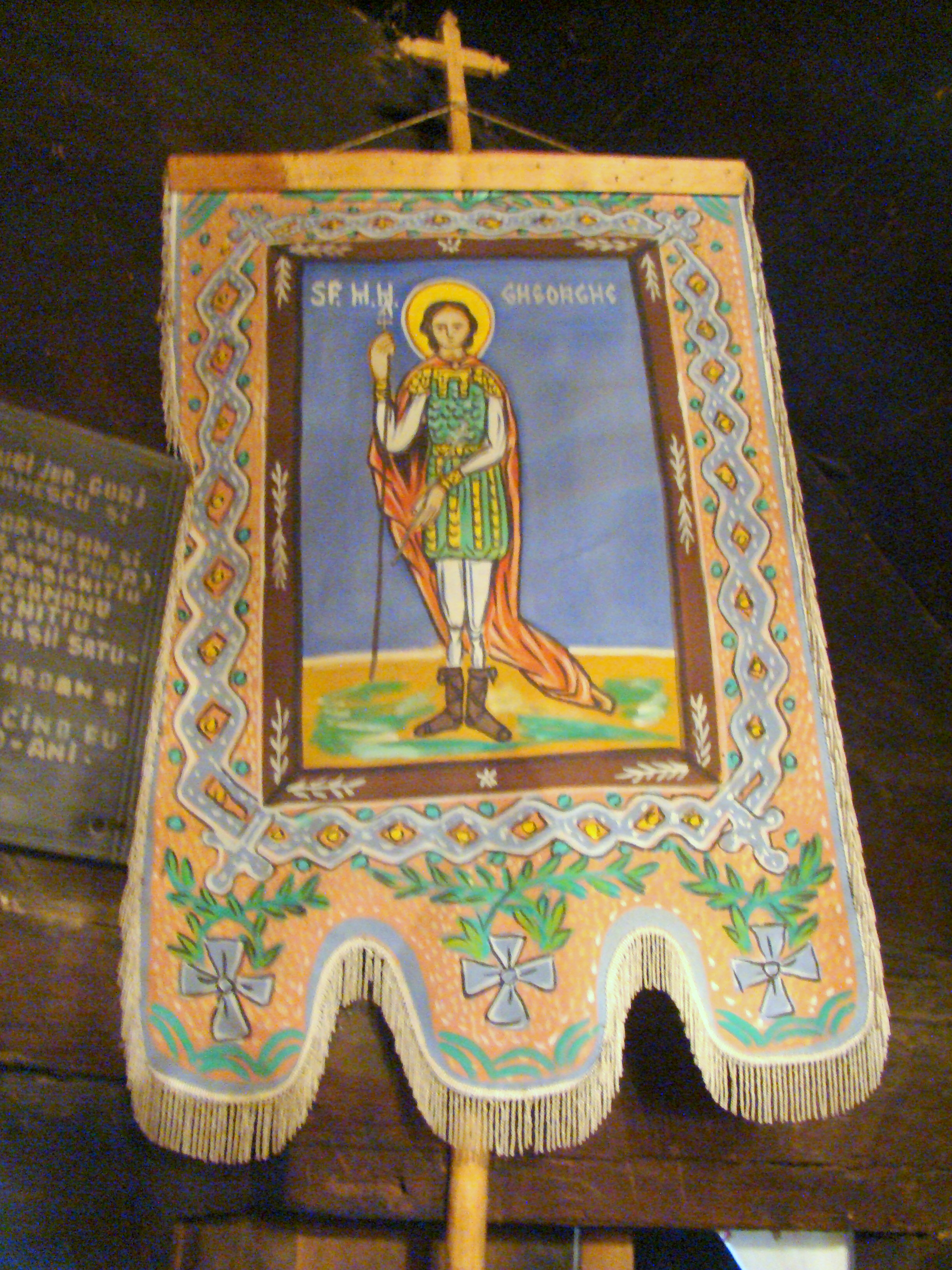
Prapur
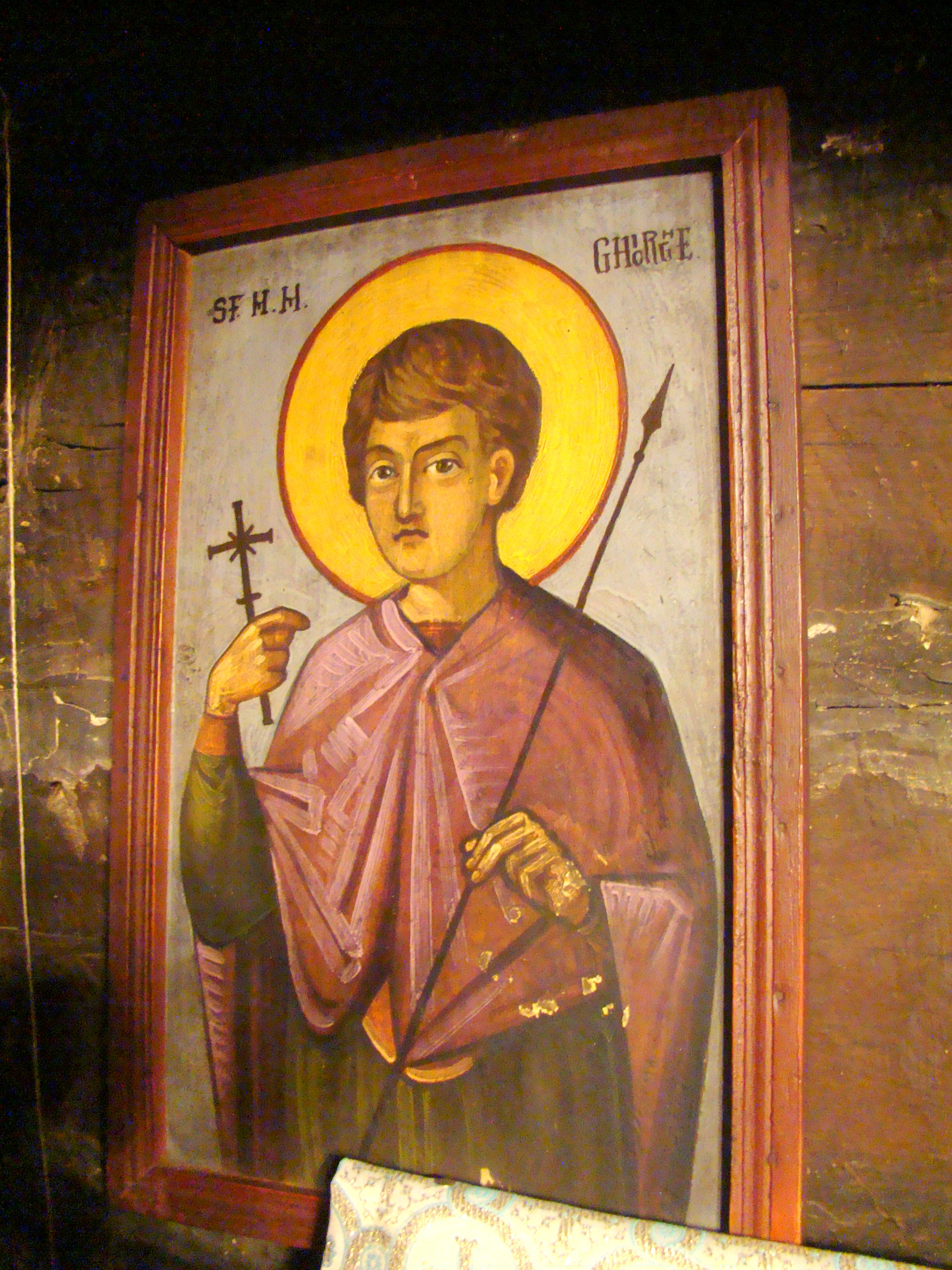
Icoana de hram
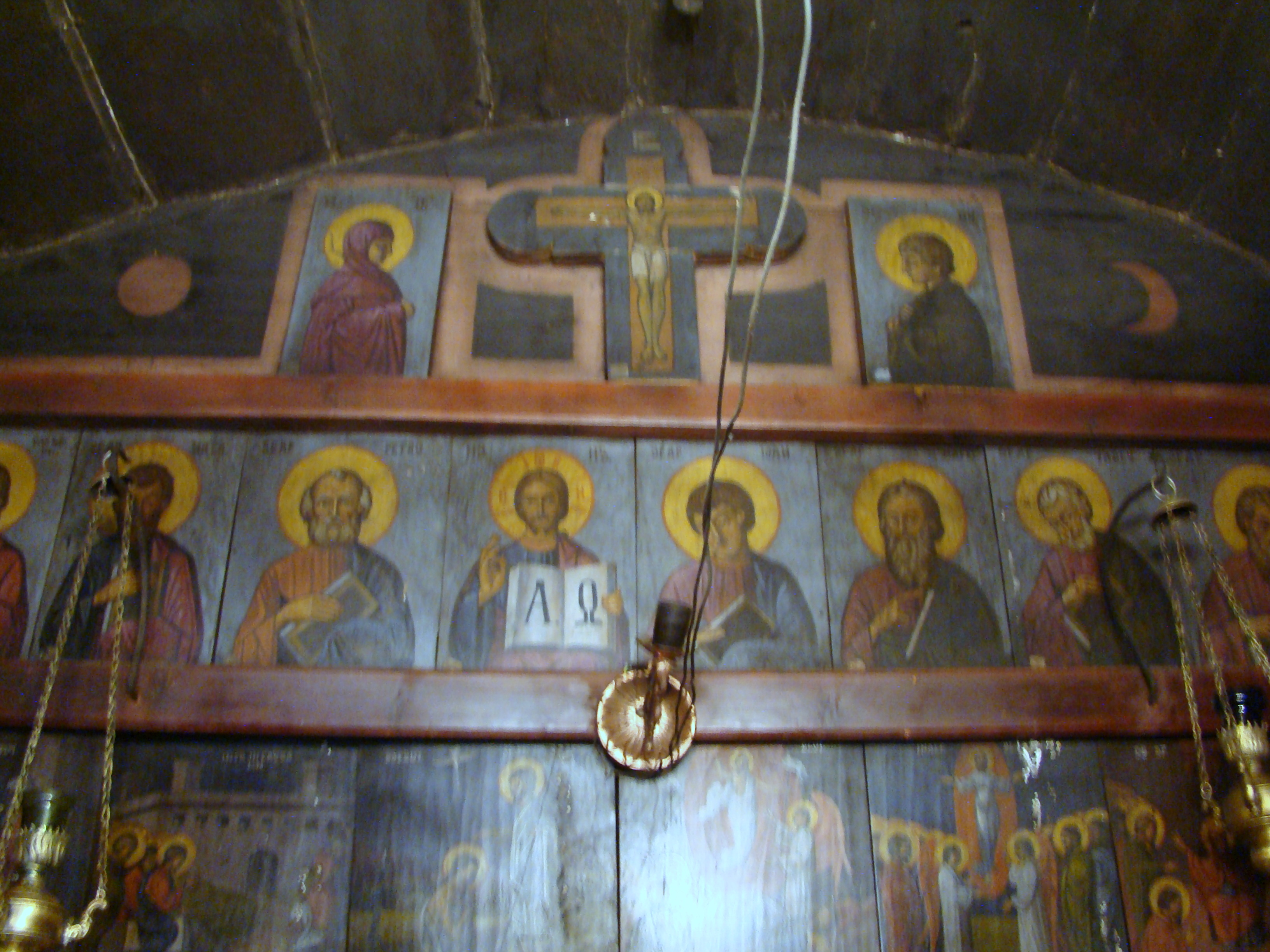
Catapeteasma (detaliu)
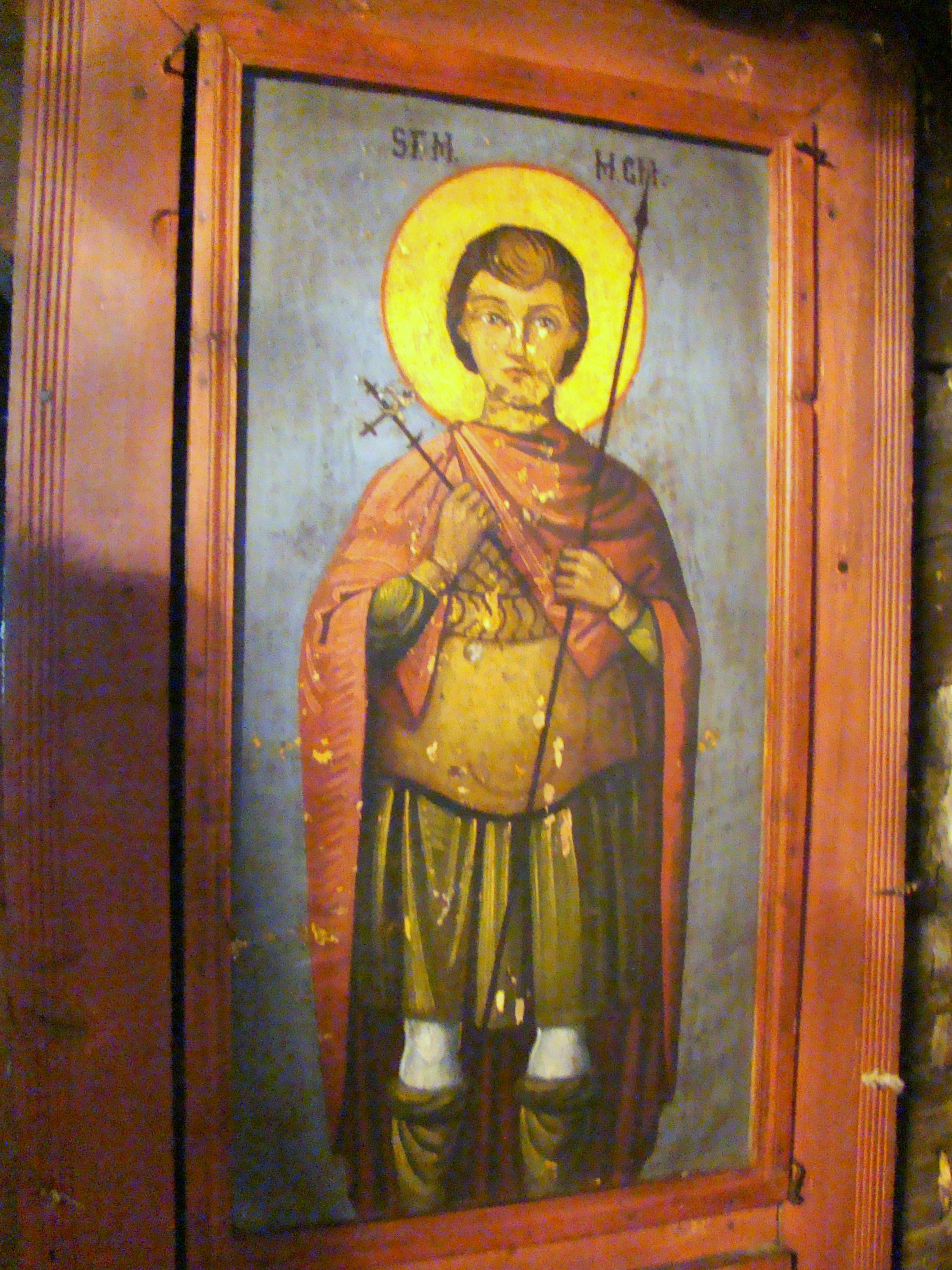
Mucenic
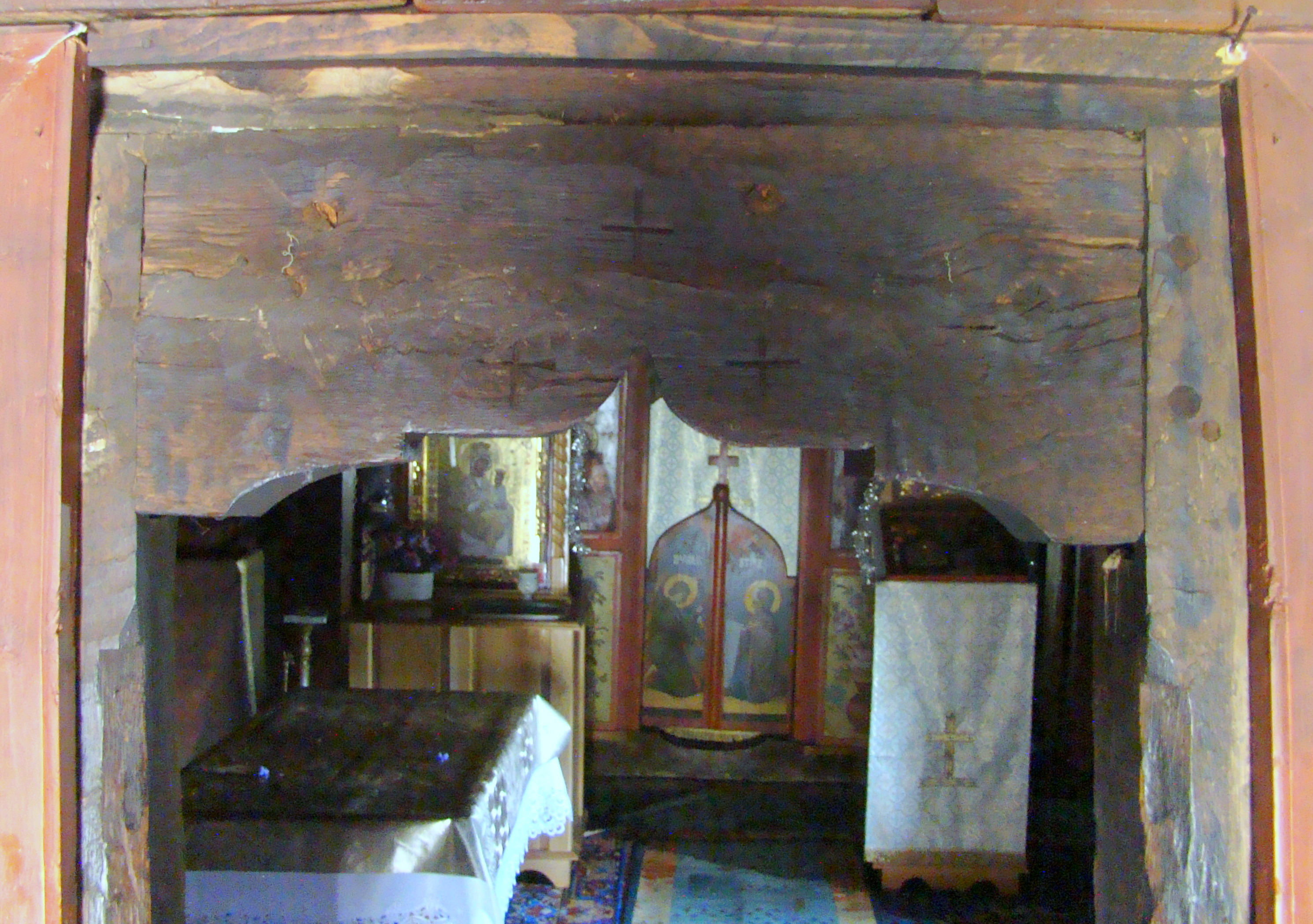
Portalul interior (detaliu)
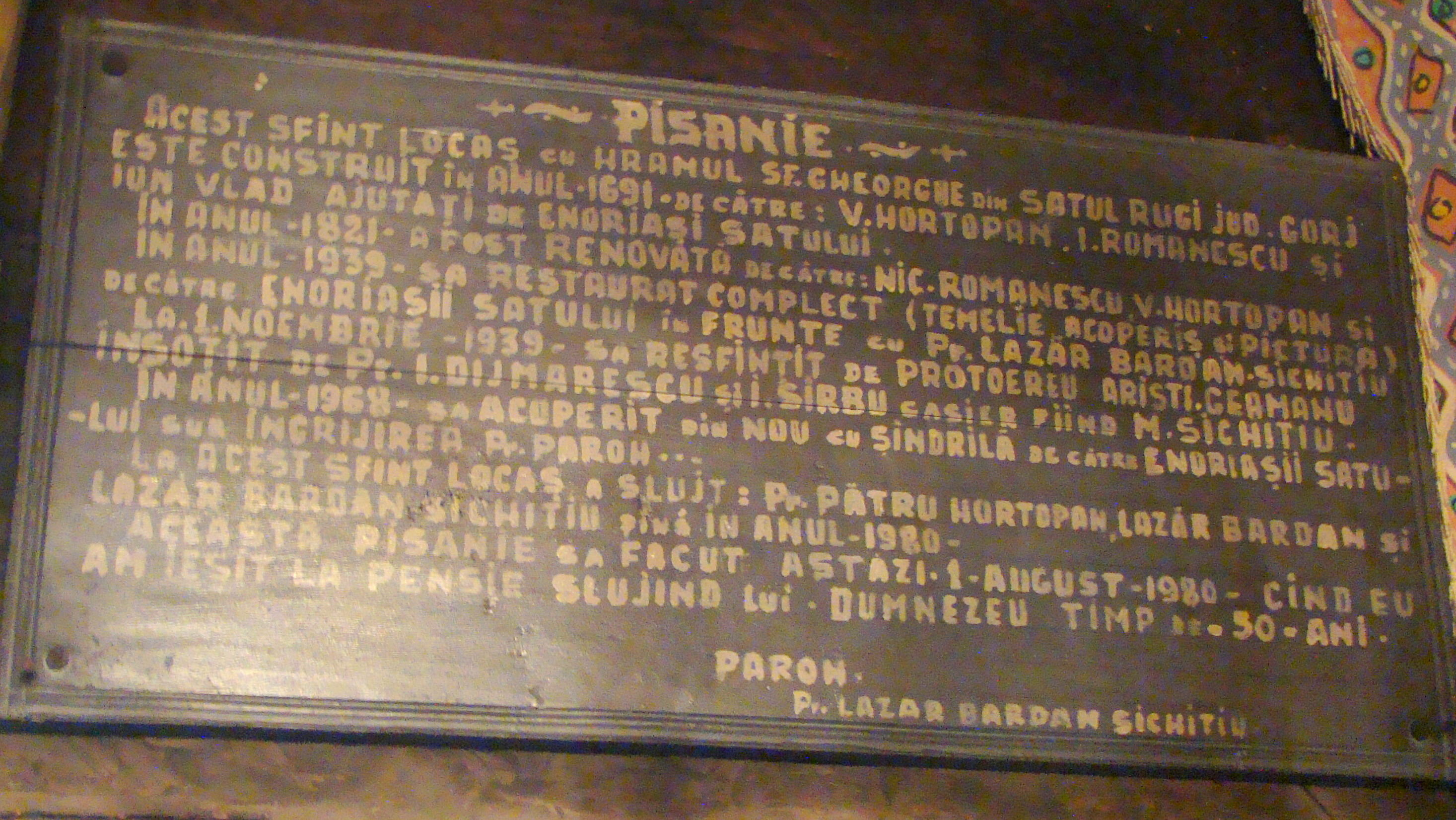
Pisanie
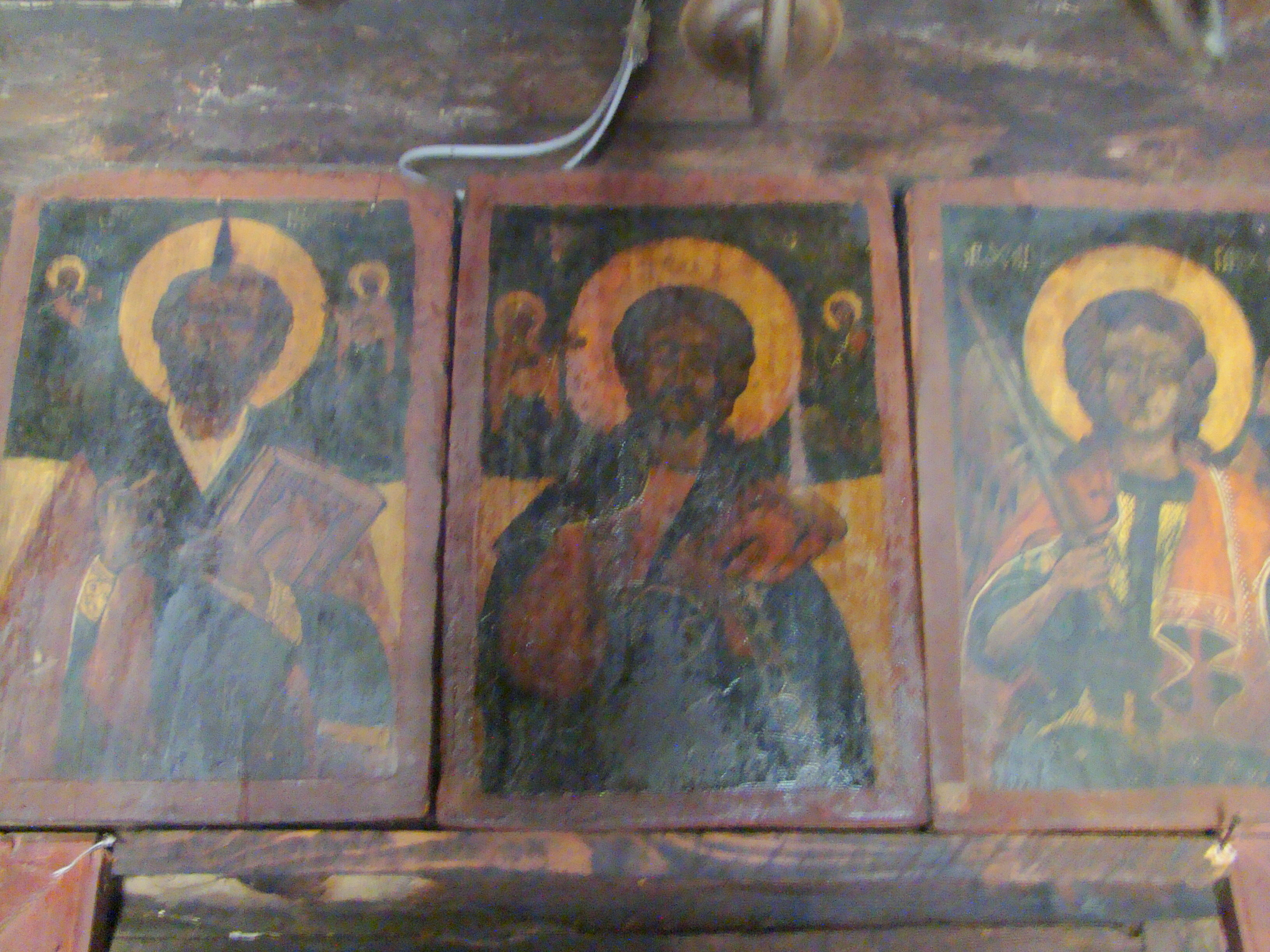
Icoane în pronaosul bisericii
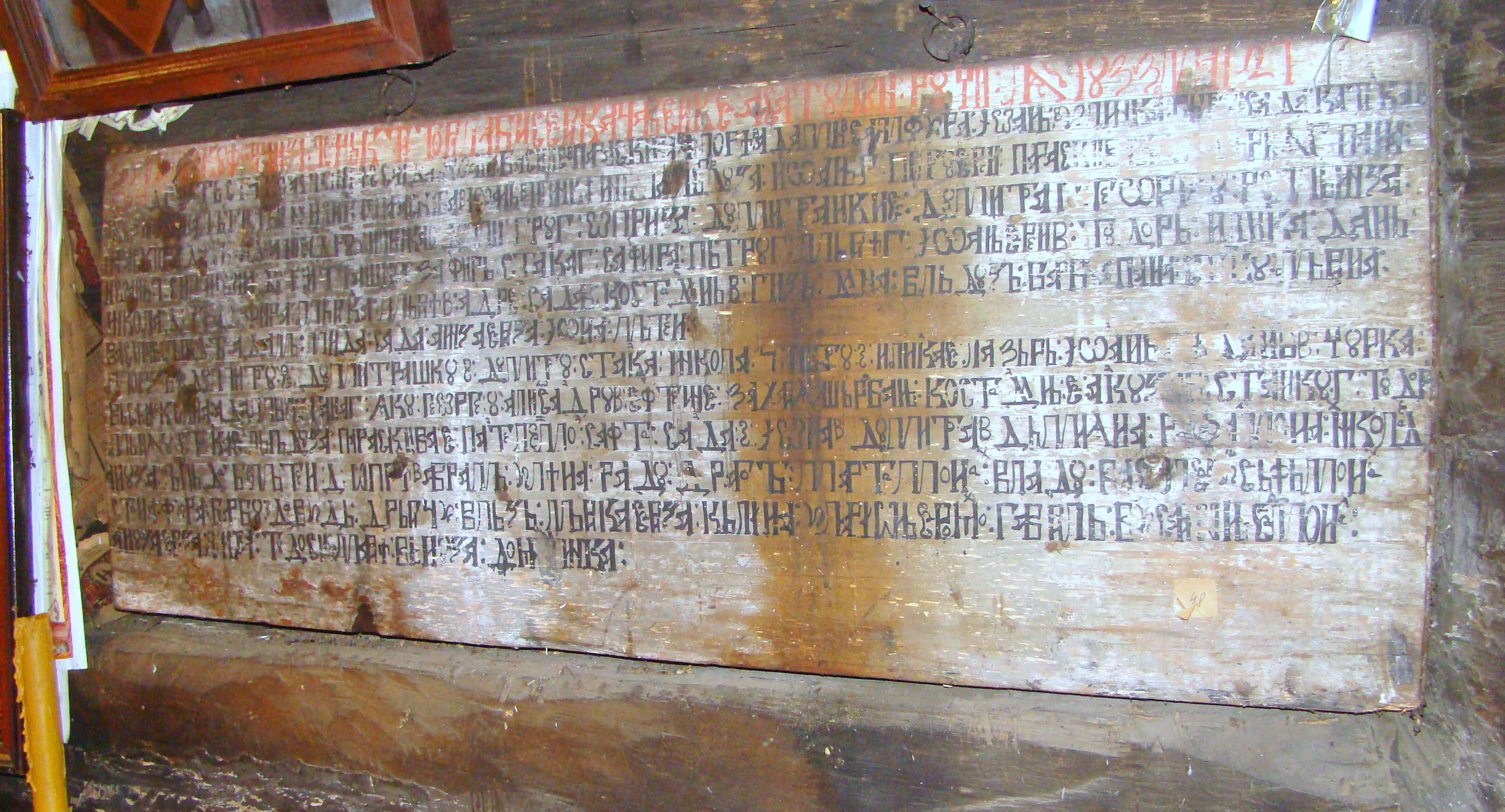
Pomelnicul ctitorilor
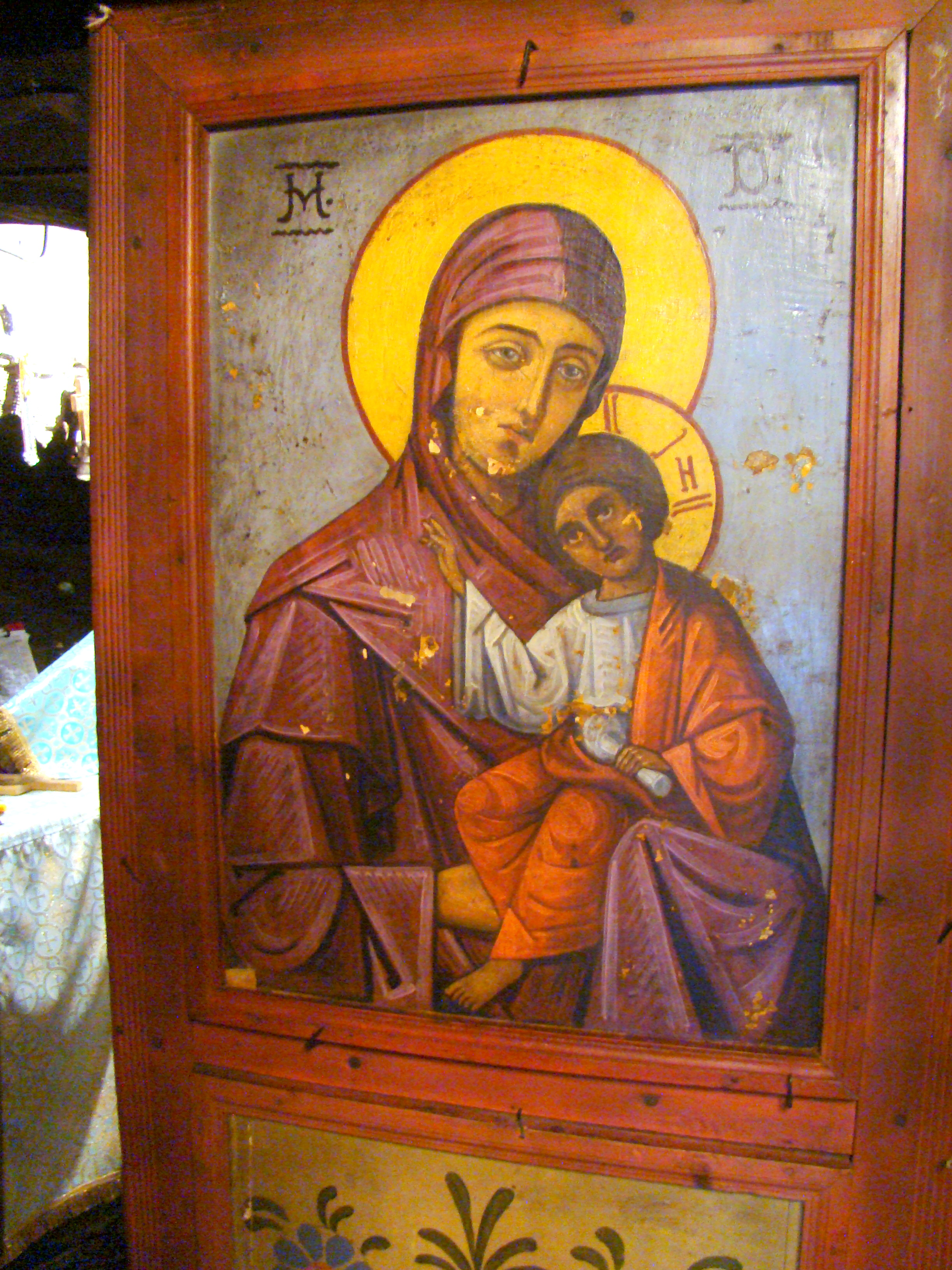
Maica Domnului cu pruncul

1. ↑  A decedat un apreciat preot din comuna Turcinești, paginaolteniei.ro